# كونكورد
إيروسباسيال/باك كونكورد (Aérospatiale/BAC Concorde) (/ˈkɒŋkɔːrd/) هي طائرة ركاب فرنسية بريطانية أسرع من الصوت تم تطويرها وتصنيعها بشكل مشترك من قبل سود للطيران لاحقًا «إيروسباسيال» (Aérospatiale) وشركة الطائرات البريطانية (BAC). بدأت الدراسات في عام 1954، ووقعت فرنسا والمملكة المتحدة معاهدة إنشاء مشروع التطوير في 29 نوفمبر 1962، حيث قدرت تكلفة البرنامج بـ 70 مليون جنيه إسترليني (1.39 مليار جنيه إسترليني في عام 2021). بدأ بناء النماذج الستة في فبراير 1965، وأقلعت أول رحلة من تولوز في 2 مارس 1969. تم توقع سوق لـ 350 طائرة، وتلقى المصنعون ما يصل إلى 100 طلب خيار من العديد من شركات الطيران الكبرى. في 9 أكتوبر 1975، حصلت على الشهادة الفرنسية لصلاحية الطيران، ومن هيئة الطيران المدني بالمملكة المتحدة (CAA) في 5 ديسمبر.
كونكورد عبارة عن طائرة بدون ذيل ذات مع جسم ضيق يسمح بجلوس 4 مقاعد تتسع لـ 92 إلى 128 راكبًا وجناح دلتا متدلي وأنف متدلي لإمكانية رؤية الهبوط. يتم تشغيلها بواسطة أربع محركات من طراز رولز-رويس / سنيكما أوليمبوس 593 مع ممرات سحب متغيرة للمحرك، وإعادة تسخينها للإقلاع والتسريع إلى سرعة تفوق سرعة الصوت. تم تصنيعها من الألمنيوم، وكانت أول طائرة لديها أدوات تحكم طيران تماثلية تعمل بالسلك. يمكن أن تحافظ الطائرة على رحلة طيران فائقة تصل إلى 2.04 ماخ (ماخ 2.04 (2,167 كم/س؛ 1,170 عقدة)) على ارتفاع 60,000 قدم (18.3 كـم).
أدت التأخيرات وتجاوزات التكاليف إلى زيادة تكلفة البرنامج إلى 1.5 - 2.1 مليار جنيه إسترليني في عام 1976، (9.44 مليار جنيه إسترليني - 13.2 مليار جنيه إسترليني في عام 2021). دخلت كونكورد الخدمة في 21 يناير من ذلك العام مع الخطوط الجوية الفرنسية من مطار باريس شارل ديغول والخطوط الجوية البريطانية من مطار لندن هيثرو. كانت الرحلات الجوية عبر المحيط الأطلسي هي السوق الرئيسي، إلى مطار واشنطن دولس الدولي من 24 مايو، وإلى مطار جون إف كينيدي الدولي من 17 أكتوبر 1977. ظلت الخطوط الجوية الفرنسية والخطوط الجوية البريطانية العميلتين الوحيدتين بسبعة طائرات لكل منهما، وإجمالي إنتاج بلغ عشرين طائرة. خفضت الرحلات الجوية الأسرع من الصوت أوقات السفر إلى النصف، لكن دوي حاجز الصوت فوق الأرض جعلها تقتصر على الرحلات العابرة للمحيطات فقط.
كان منافسها الوحيد هو طائرة توبوليف تي يو 144، والتي كانت تحمل ركابًا من نوفمبر 1977 حتى تحطم مايو 1978، بينما تم إلغاء طائرة بوينغ 2707 الأكبر والأسرع في عام 1971. في 25 يوليو 2000، دهست رحلة الخطوط الجوية الفرنسية 4590 فوق حطام أثناء إقلاعها وتحطمت وقتل جميع ركابها البالغ عددهم 109 و 4 على الأرض؛ الحادث الوحيد المميت الذي يتعلق بطائرة كونكورد. تم تعليق الخدمة التجارية حتى نوفمبر 2001، وتم تقاعد طائرات الكونكورد في عام 2003 بعد 27 عامًا من العمليات التجارية. معظم الطائرات معروضة حاليا في أوروبا وأمريكا.

## تطوير

### الدراسات المبكرة
تعود أصول مشروع الكونكورد إلى أوائل الخمسينيات من القرن الماضي، عندما طلب أرنولد هول، مدير مؤسسة الطائرات الملكية (RAE)، من موريان مورغان تشكيل لجنة لدراسة مفهوم النقل الأسرع من الصوت (SST). اجتمعت المجموعة لأول مرة في فبراير 1954 وقدمت تقريرها الأول في أبريل 1955.
في ذلك الوقت، كان معروفًا أن السحب بسرعات تفوق سرعة الصوت يرتبط ارتباطًا وثيقًا بباع الجناح. أدى ذلك إلى استخدام أجنحة شبه منحرفة رفيعة قصيرة المدى مثل تلك التي تظهر على أسطح التحكم في العديد من الصواريخ، أو في الطائرات مثل لوكهيد إف-104 ستارفايتر أو أفرو 730 التي درسها الفريق. حدد الفريق تكوينًا أساسيًا يشبه أفرو 730 الموسع
أنتج هذا باع الجناح القصير نفسه القليل من الرفع عند السرعة المنخفضة، مما أدى إلى فترات إقلاع طويلة للغاية وسرعات هبوط عالية بشكل مخيف. في تصميم طائرة أسرع من الصوت، كان هذا يتطلب قوة محرك هائلة للإقلاع من المدارج الحالية، ولتوفير الوقود المطلوب، نتج عن ذلك «بعض الطائرات الكبيرة المروعة». بناءً على ذلك، اعتبرت المجموعة أن مفهوم طائرة أسرع من الصوت غير قابل للتطبيق، وبدلاً من ذلك اقترحت الدراسات المستمرة منخفضة المستوى في الديناميكا الهوائية الأسرع من الصوت.

### دلتا رفيعة
بعد فترة وجيزة، نشرت جوانا ويبر وديتريش كوتشمان من مؤسسة الطائرات الملكية (RAE) سلسلة من التقارير حول شكل مخطط جديد للجناح، يُعرف في المملكة المتحدة بمفهوم «الدلتا النحيلة» ("slender delta"). الفريق، بما في ذلك إريك ماسكيل الذي ساهم تقريره «فصل التدفق في ثلاثة أبعاد» ("Flow Separation in Three Dimensions") في فهم الطبيعة الفيزيائية للتدفق المنفصل، مع حقيقة أن أجنحة دلتا يمكن أن تنتج دوامات قوية على أسطحها العليا عند زوايا مواجهة عالية. ستعمل الدوامة على خفض ضغط الهواء وزيادة قوة الرفع بشكل كبير. وقد لوحظ هذا التأثير في وقت سابق، ولا سيما من قبل تشاك ييغر في كونفير إكس إف-92، لكن خصائصه لم يتم تقديرها بالكامل. اقترح ويبر أن هذا لم يكن مجرد فضول، ويمكن استخدام التأثير بشكل متعمد لتحسين أداء السرعة المنخفضة.
غيرت أوراق كوتشمين (Küchemann) وويبر الطبيعة الكاملة للتصميم الأسرع من الصوت بين عشية وضحاها تقريبًا. على الرغم من أن الدلتا قد تم استخدامها بالفعل على الطائرات قبل هذه النقطة، إلا أن هذه التصميمات استخدمت أشكالًا لم تكن مختلفة كثيرًا عن الجناح المنفلت من نفس النطاق. وأشار ويبر إلى أن الرفع من الدوامة قد زاد بطول الجناح الذي كان يجب أن يعمل فوقه، مما يشير إلى أن التأثير سيتم تعظيمه عن طريق مد الجناح على طول جسم الطائرة إلى أقصى حد ممكن. سيظل مثل هذا التصميم يتمتع بأداء أسرع من الصوت متأصل في المدى القصير، مع توفير سرعات إقلاع وهبوط معقولة باستخدام توليد الدوامة. الجانب السلبي الوحيد لمثل هذا التصميم هو أن الطائرة ستضطر إلى الإقلاع والهبوط بدرجة «مقدمة عالية» لتوليد الرافعة الدوامية المطلوبة، مما أدى إلى طرح أسئلة حول خصائص التعامل مع السرعة المنخفضة لمثل هذا التصميم. ستحتاج أيضًا إلى معدات هبوط طويلة لإنتاج زاوية المواجهة المطلوبة أثناء استمرارها على المدرج.
قدم كوتشمين (Küchemann) الفكرة في اجتماع حضره مورغان أيضًا. يتذكر طيار الاختبار إريك براون رد فعل مورغان على العرض التقديمي، قائلاً إنه استغلها على الفور كحل لمشكلة طائرة أسرع من الصوت. يعتبر براون هذه اللحظة بمثابة الولادة الحقيقية لمشروع الكونكورد.

### لجنة طائرات النقل الأسرع من الصوت

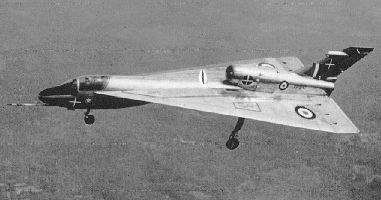
اختبر HP.115 الأداء منخفض السرعة لتخطيط دلتا النحيف.

في 1 أكتوبر 1956، طلبت وزارة التموين من مورغان تشكيل مجموعة دراسة جديدة، لجنة طائرات النقل الأسرع من الصوت (STAC) (يشار إليها أحيانًا باسم اللجنة الاستشارية للنقل الأسرع من الصوت)، بهدف صريح يتمثل في تطوير تصميم عملي لطائرات النقل السريع. وإيجاد شركاء الصناعة لإنشائه. في الاجتماع الأول، في 5 نوفمبر 1956، تم اتخاذ قرار لتمويل تطوير طائرة اختبار لفحص الأداء منخفض السرعة للدلتا النحيلة، وهو العقد الذي أنتج في النهاية هاندلي بيج إتش بي 115. ستظهر هذه الطائرة في النهاية تحكمًا آمنًا بسرعات منخفضة تصل إلى 69 ميل في الساعة (111 كم/س)، حوالي13 إف -104 ستارفايتر.
ذكرت لجنة طائرات النقل الأسرع من الصوت (STAC) أن (SST) سيكون لها أداء اقتصادي مشابه للأنواع دون سرعة الصوت الحالية. هناك مشكلة كبيرة تتمثل في أن الرفع لا يتولد بنفس الطريقة عند السرعات فوق الصوتية والسرعات دون سرعة الصوت، حيث تكون نسبة الرفع إلى السحب للتصاميم الأسرع من الصوت حوالي نصف تلك الخاصة بالتصاميم دون سرعة الصوت. هذا يعني أن الطائرة يجب أن تستخدم طاقة أكبر من تصميم دون سرعة الصوت من نفس الحجم. ولكن على الرغم من أنهم سيحرقون المزيد من الوقود في الرحلات البحرية، إلا أنهم سيكونون قادرين على القيام بمزيد من الطلعات الجوية في فترة زمنية معينة، لذلك ستكون هناك حاجة إلى عدد أقل من الطائرات لخدمة مسار معين. سيظل هذا مفيدًا اقتصاديًا طالما أن الوقود يمثل نسبة مئوية صغيرة من التكاليف التشغيلية، كما كان الحال في ذلك الوقت.
اقترحت لجنة طائرات النقل الأسرع من الصوت (STAC) أن تصميمين قد سقطا بشكل طبيعي من عملهم، نموذج عبر الأطلسي يطير بسرعة 2 ماخ، وربما نسخة أقصر مدى تحلق في ماخ 1.2. اقترح مورغان أن تكلفة طائرة (SST) عبر المحيط الأطلسي تتسع لـ 150 راكبًا ستكلف حوالي 75 إلى 90 مليون جنيهًا إسترلينيًا للتطوير والدخول في الخدمة في عام 1970. قد تكلف النسخة قصيرة المدى الأصغر حجمًا 100 راكب ما بين 50 إلى 80 مليون جنيهًا إسترلينيًا، ويكون جاهزًا للخدمة عام 1968. للوفاء بهذا الجدول الزمني، يجب أن يبدأ التطوير في عام 1960، مع السماح بعقود الإنتاج في عام 1962. اقترح مورجان بقوة أن الولايات المتحدة كانت منخرطة بالفعل في مشروع مماثل، وأنه إذا فشلت المملكة المتحدة في الاستجابة، فسيتم إغلاقها. سوق الطائرات التي يعتقد أنها ستهيمن عليها طائرات (SST).
في عام 1959، تم منح عقد دراسة إلى هوكر سايدلي وشركة طائرات بريستول للتصميمات الأولية بناءً على مفهوم دلتا النحيف،  والذي تم تطويره باسم (HSA.1000) وبريستول 198. استجابت آرمسترونغ ويتوورث أيضًا بتصميم داخلي، جناح على شكل إم (M-Wing)، لفئة المدى القصير ذات السرعة المنخفضة. حتى في هذا الوقت المبكر، كانت كل من مجموعة لجنة طائرات النقل الأسرع من الصوت (STAC) والحكومة تبحثان عن شركاء لتطوير التصاميم. في سبتمبر 1959، اقترب هوكر من شركة لوكهيد، وبعد إنشاء شركة الطائرات البريطانية في عام 1960، بدأ فريق بريستول السابق على الفور محادثات مع بوينغ، وجنرال دايناميكس، ودوغلاس للطائرات، وسود للطيران.

### تم تحديد مخطط Ogee
كوتشمين (Küchemann) وآخرون في مؤسسة الطائرات الملكية (RAE) واصلوا عملهم على الدلتا النحيلة طوال هذه الفترة، مع الأخذ في الاعتبار ثلاثة أشكال أساسية؛ الدلتا الكلاسيكية ذات الحافة المستقيمة، «الدلتا القوطية» التي تم تقريبها للخارج لتبدو وكأنها قوس قوطي، و«الجناح القوطي» الذي تم تقريبه بشكل مركب إلى شكل أوجي. كل من هذه الخطط لها مزاياها وعيوبها من حيث الديناميكا الهوائية. أثناء عملهم مع هذه الأشكال، نما الاهتمام العملي ليصبح مهمًا جدًا لدرجة أنه أجبر على اختيار أحد هذه التصميمات.
بشكل عام، يريد المرء أن يكون مركز ضغط الجناح (CP) أو «نقطة الرفع» قريبًا من مركز ثقل الطائرة (CG) أو «نقطة التوازن» لتقليل مقدار قوة التحكم المطلوبة لميل الطائرة. نظرًا لتغير تخطيط الطائرة أثناء مرحلة التصميم، فمن الشائع أن يتحرك مركز الثقل للأمام أو للخلف. مع تصميم الجناح العادي، يمكن معالجة ذلك عن طريق تحريك الجناح قليلاً للأمام أو للخلف لمراعاة ذلك. مع وجود جناح دلتا يمتد معظم طول جسم الطائرة، لم يعد هذا سهلاً؛ تحريك الجناح يتركه أمام الأنف أو خلف الذيل. بدراسة المخططات المختلفة من حيث تغييرات مركز الثقل، أثناء التصميم والتغييرات بسبب استخدام الوقود أثناء الرحلة، ظهر شكل مخطط (ogee) على الفور في المقدمة.

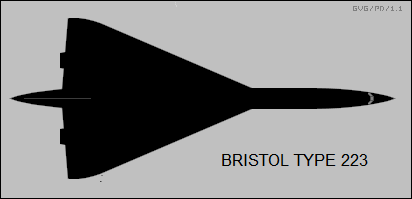
صورة ظلية لعرض الخطة لمشروع Bristol Type 223 (SST)

بينما كان شكل مخطط الجناح يتطور، كذلك كان مفهوم (SST) الأساسي. كان الطراز 198 الأصلي لبريستول عبارة عن تصميم صغير بجناح دلتا نحيل نقي تقريبًا، ولكنه تطور إلى النوع الأكبر حجمًا 223.
لاختبار الجناح الجديد، ساعدت ناسا الفريق بشكل خاص من خلال تعديل دوغلاس إف 5 دي سكايلانسر مع تعديلات مؤقتة على الجناح لتقليد اختيار الجناح. في عام 1965، اختبرت طائرة الاختبار التابعة لوكالة ناسا الجناح بنجاح، ووجدت أنها خفضت سرعات الهبوط بشكل ملحوظ فوق جناح دلتا القياسي. كما أجرى مركز اختبار أميس التابع لناسا عمليات محاكاة أظهرت أن الطائرة ستعاني من تغير مفاجئ في درجة الصوت عند دخولها التأثير الأرضي. شارك طيارو اختبار (Ames) لاحقًا في اختبار تعاوني مشترك مع طيارين اختبار فرنسيين وبريطانيين ووجدوا أن المحاكاة كانت صحيحة، وأضيفت هذه المعلومات إلى تدريب الطيارين.

### شراكة مع سود للطيران
وبحلول هذا الوقت، أدت مخاوف سياسية واقتصادية مماثلة في فرنسا إلى وضع خطط طائرة أسرع من الصوت الخاصة بهم. في أواخر الخمسينيات من القرن الماضي، طلبت الحكومة تصميمات من كل من شركة سود للطيران ونورد للطيران المملوكة للحكومة، وكذلك شركة داسو. تم إرجاع التصميمات الثلاثة بناءً على دلتا كوتشمين (Küchemann) وويبر النحيلة؛ اقترح نورد تصميمًا يعمل بالطاقة النفاثة يطير بسرعة 3 ماخ، وكان الاثنان الآخران عبارة عن تصميمات 2 ماخ تعمل بالطاقة النفاثة والتي كانت متشابهة مع بعضها البعض. من بين الثلاثة، فازت سود للطيران سوبر كارافيل بمسابقة التصميم بتصميم متوسط المدى بحجم متعمد لتجنب المنافسة مع التصميمات الأمريكية عبر المحيط الأطلسي التي افترضوا أنها موجودة بالفعل على لوحة الرسم.
بمجرد اكتمال التصميم، في أبريل 1960، تم إرسال بيير ساتري، المدير الفني للشركة، إلى بريستول لمناقشة الشراكة. تفاجأ بريستول عندما اكتشف أن فريق سود للطيران قد صمم طائرة مماثلة بعد النظر في مشكلة طائرة أسرع من الصوت والتوصل إلى نفس الاستنتاجات التي توصل إليها فريقي بريستول ولجنة طائرات النقل الأسرع من الصوت (STAC) فيما يتعلق بالاقتصاد. تم الكشف لاحقًا عن أن تقرير لجنة طائرات النقل الأسرع من الصوت (STAC) الأصلي، الذي يحمل علامة ("For UK Eyes Only")، قد تم تمريره سراً إلى الفرنسيين لكسب تأييد سياسي. قامت سود للطيران بإجراء تغييرات طفيفة على الورقة، وقدمها على أنها عملهم الخاص.
مما لا يثير الدهشة، وجد الفريقان الكثير للاتفاق عليه. لم يكن لدى الفرنسيين محركات نفاثة كبيرة حديثة، وقد توصلوا بالفعل إلى أنهم سيشترون تصميمًا بريطانيًا على أي حال (كما فعلوا في سيارة كارافيل الأسرع من الصوت السابقة). نظرًا لعدم امتلاك أي من الشركتين خبرة في استخدام المعادن عالية الحرارة لهيكل الطائرات، تم اختيار سرعة قصوى تبلغ حوالي 2 ماخ بحيث يمكن استخدام الألمنيوم - فوق هذه السرعة الاحتكاك مع الهواء يسخن المعدن لدرجة أن الألمنيوم يبدأ في التليين. هذه السرعة المنخفضة ستسرع أيضًا من التطور وتسمح لتصميمها بالتحليق قبل الأمريكيين. أخيرًا، اتفق جميع المعنيين على أن جناح كوتشمين (Küchemann) المصمم على شكل ogee كان هو الجناح الصحيح.
كانت الخلافات الوحيدة حول الحجم والمدى. كان فريق المملكة المتحدة لا يزال يركز على تصميم يتسع لـ 150 راكبًا يخدم الطرق عبر المحيط الأطلسي، بينما كان الفرنسيون يتجنبون ذلك عن عمد. ومع ذلك، ثبت أن هذا ليس الحاجز الذي قد يبدو؛ يمكن استخدام المكونات المشتركة في كلا التصميمين، مع استخدام الإصدار الأقصر مدى باستخدام جسم مقصوص وأربعة محركات، والمحرك الأطول بجسم ممدد وستة محركات، ولم يتبق سوى الجناح ليتم إعادة تصميمه على نطاق واسع. استمر الفريقان في الاجتماع حتى عام 1961، وبحلول هذا الوقت كان من الواضح أن الطائرتين ستكونان أكثر تشابهًا على الرغم من اختلاف النطاق وترتيبات الجلوس. ظهر تصميم واحد اختلف بشكل رئيسي في حمل الوقود. محركات بريستول سيدلي أوليمبوس الأكثر قوة، والتي يتم تطويرها من أجل (TSR-2)، سمحت لأي تصميم بأن يتم تشغيله بواسطة أربعة محركات فقط.

### استجابة مجلس الوزراء، المعاهدة
أثناء اجتماع فرق التطوير، كان وزير الأشغال العامة والنقل الفرنسي روبرت بورون يجتمع مع وزير الطيران البريطاني بيتر ثورنيكروفت، وسرعان ما كشف ثورنيكروفت لمجلس الوزراء أن الفرنسيين كانوا أكثر جدية بشأن الشراكة من أي شركة أمريكية. أثبتت الشركات الأمريكية المختلفة أنها غير مهتمة بمثل هذا المشروع، ويرجع ذلك على الأرجح إلى الاعتقاد بأن الحكومة ستمول التطوير وستستاء من أي شراكة مع شركة أوروبية، وخطر «التخلي» عن القيادة التكنولوجية الأمريكية إلى شريك أوروبي.
عندما تم تقديم خطط لجنة طائرات النقل الأسرع من الصوت (STAC) إلى مجلس الوزراء البريطاني، نتج عن ذلك رد فعل سلبي. واعتبرت الاعتبارات الاقتصادية موضع شك كبير، خاصة وأن هذه كانت تستند إلى تكاليف التطوير، والتي تقدر الآن بـ 150 مليون جنيهًا إسترلينيًا، والتي تم تجاوزها بشكل متكرر في الصناعة. قدمت وزارة الخزانة على وجه الخصوص وجهة نظر سلبية للغاية، مشيرة إلى أنه لا توجد طريقة يمكن أن يكون للمشروع أي عوائد مالية إيجابية للحكومة، لا سيما في ضوء أن «السجل الماضي للصناعة في تقدير مفرط في التفاؤل (بما في ذلك التاريخ الحديث لـ TSR.2) أنه سيكون من الحكمة النظر في 150 مليون جنيهًا إسترلينيًا [تكلفة] لإخراجها منخفضة للغاية.»
أدى هذا القلق إلى مراجعة مستقلة للمشروع من قبل لجنة البحث والتطوير العلمي المدني، التي اجتمعت حول الموضوع بين يوليو وسبتمبر 1962. رفضت اللجنة في نهاية المطاف الحجج الاقتصادية، بما في ذلك اعتبارات دعم الصناعة التي قدمتها ثورنيكروفت. ذكر تقريرهم في أكتوبر أنه من غير المحتمل أن تكون هناك أي نتيجة اقتصادية إيجابية مباشرة، ولكن لا يزال يتعين النظر في المشروع لسبب بسيط هو أن الجميع كان أسرع من الصوت، وكانوا قلقين من أنهم سيُحرمون من الأسواق المستقبلية. وبالعكس، يبدو أن المشروع لن يؤثر بشكل كبير على الجهود البحثية الأخرى الأكثر أهمية.
بعد جدال كبير، وقع قرار المضي قدماً في نهاية المطاف على نفعية سياسية غير محتملة. في ذلك الوقت، كانت المملكة المتحدة تضغط من أجل الانضمام إلى المجموعة الاقتصادية الأوروبية، وأصبح هذا هو الأساس المنطقي للمضي قدمًا في الطائرة. تم التفاوض على مشروع التطوير كمعاهدة دولية بين البلدين بدلاً من اتفاقية تجارية بين الشركات وتضمن بندًا، طلبته في الأصل حكومة المملكة المتحدة، يفرض عقوبات شديدة على الإلغاء. تم التوقيع على هذه المعاهدة في 29 نوفمبر 1962. قام شارل ديغول قريبًا باستخدام حق النقض ضد دخول المملكة المتحدة إلى المجموعة الأوروبية في خطاب ألقاه في 25 يناير 1963.

### تسمية
تعكس المعاهدة بين الحكومتين البريطانية والفرنسية التي أدت إلى بناء الكونكورد، فإن اسم كونكورد مشتق من الكلمة الفرنسية كونكورد (concorde) 
نطق فرنسي: [kɔ̃kɔʁd])، الذي له ما يعادل اللغة الإنجليزية، concord. كلتا الكلمتين تعنيان الاتفاق أو الانسجام أو الاتحاد. تم تغيير الاسم رسميًا إلى كونكورد بواسطة هارولد ماكميلان ردًا على إهانة واضحة من قبل شارل ديغول. في بدء التشغيل الفرنسي في تولوز في أواخر عام 1967، أعلن وزير التكنولوجيا في الحكومة البريطانية، توني بين، أنه سيعيد التهجئة إلى كونكورد. خلق هذا ضجة قومية تلاشت عندما صرح بين أن اللاحقة "e" تمثل «الامتياز، إنجلترا، أوروبا، والوفاق (Cordiale)». في مذكراته، يروي قصة رسالة من اسكتلندي غاضب يدعي: «[Y] تتحدث عن» E «في إنجلترا، لكن جزءًا منها صنع في اسكتلندا.» نظرًا لمساهمة اسكتلندا في توفير مخروط الأنف للطائرة، أجاب بين، «[I] كان أيضًا» E «لـ» Écosse «(الاسم الفرنسي لاسكتلندا) - وربما أضفت»e«للإسراف و»e«للتصعيد أيضًا!»
حصلت كونكورد أيضًا على تسمية غير عادية للطائرة. في الاستخدام الشائع في المملكة المتحدة، يُعرف النوع باسم «كونكورد» ("Concorde") بدون مقالة، بدلاً ("the Concorde") أو ("a Concorde").

### جهود المبيعات

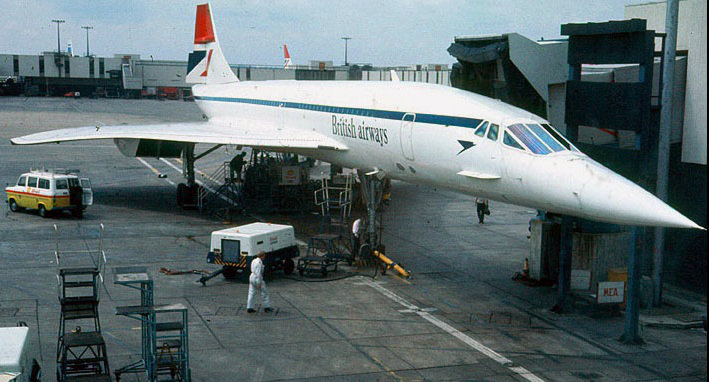
كونكورد الخطوط الجوية البريطانية في كسوة الخطوط البريطانية السابقة في مطار لندن هيثرو، في أوائل الثمانينيات

وصفتها مجلة الطيران الدولي بأنها «رمز طيران» و «واحدة من أكثر مشاريع الفضاء طموحًا ولكنها معيبة تجاريًا»، فشلت كونكورد في تحقيق أهداف مبيعاتها الأصلية، على الرغم من الاهتمام الأولي من العديد من شركات الطيران.
في البداية، كان الكونسورتيوم الجديد ينوي إنتاج نسخة واحدة طويلة المدى ونسخة واحدة قصيرة المدى. ومع ذلك، لم يظهر العملاء المحتملون أي اهتمام بالنسخة قصيرة المدى وتم إسقاطها.
تم عرض إعلان من صفحتين لـكونكورد في عدد 29 مايو 1967 من مجلة أسبوع الطيران وتقنية الفضاء والتي تنبأت بسوق لـ 350 طائرة بحلول عام 1980 وتفاخرت ببدء الكونكورد في مشروع (SST) في الولايات المتحدة.
واجهت كونكورد صعوبات كبيرة أدت إلى أداء مبيعاتها السيئ. ارتفعت التكاليف أثناء التطوير إلى أكثر من ستة أضعاف التوقعات الأصلية، ووصلت تكلفة الوحدة إلى 23 مليون جنيهًا إسترلينيًا في عام 1977 (ما يعادل 140 مليون جنيه إسترليني في عام 2018). جعل دويها الصوتي السفر فوق سطح الأرض مستحيلًا دون التسبب في شكاوى من المواطنين. كما أدت الأحداث العالمية إلى إضعاف آفاق مبيعات كونكورد، وانهيار سوق الأسهم في 1973-1974 وأزمة النفط عام 1973، جعلت العديد من شركات الطيران حذرة بشأن الطائرات ذات معدلات استهلاك الوقود المرتفعة. والطائرات الجديدة ذات الجسم العريض، مثل بوينغ 747، جعلت الطائرات التي تعمل دون سرعة الصوت مؤخرًا أكثر كفاءة بشكل كبير وقدمت خيارًا منخفض المخاطر لشركات الطيران. أثناء حمل حمولة كاملة، حققت كونكورد 15.8 ميلًا للركاب لكل جالون من الوقود، بينما وصلت طائرة بوينغ 707 إلى 33.3 مساء /غ، بوينغ 747 46.4 مساءً/غ وماكدونل دوغلاس دي سي-10 53.6 مساء /غ. هناك اتجاه ناشئ في الصناعة لصالح تذاكر الطيران الأرخص مما دفع شركات الطيران مثل كانتاس للتشكيك في ملاءمة كونكورد للسوق.
تلقى الكونسورتيوم أوامر، أي خيارات غير ملزمة، لأكثر من 100 نسخة طويلة المدى من شركات الطيران الرئيسية في ذلك اليوم: بان آم وشركة الخطوط الجوية البريطانية لما وراء البحار (BOAC) والخطوط الفرنسية كانوا عملاء الإطلاق، مع ستة طائرات كونكورد لكل منها. شركات الطيران الأخرى في دفتر الطلبات تشمل بانير دو برازيل، كونتيننتال إيرلاينز، اليابان، لوفتهانزا، أمريكان إيرلاينز، يونايتد إيرلاينز، طيران الهند، طيران كندا، برانيف، الخطوط السنغافورية، الخطوط الإيرانية، الخطوط الجوية الأولمبية، كانتاس، خطوط (CAAC) الجوية، طيران الشرق الأوسط وخطوط عبر العالم. في وقت الرحلة الأولى، تضمنت قائمة الخيارات 74 خيارًا من 16 شركة طيران:
| شركة طيران              | رقم | محجوز          | ألغيت          | ملاحظات                                                               |
| ----------------------- | --- | -------------- | -------------- | --------------------------------------------------------------------- |
| بان آم                  | 6   | 3 يونيو 1963   | 31 يناير 1973  | خياران إضافيان في عام 1964                                            |
| الخطوط الجوية الفرنسية  | 6   | 3 يونيو 1963   |                | خياران إضافيان في عام 1964                                            |
| BOAC                    | 6   | 3 يونيو 1963   |                | خياران إضافيان في عام 1964                                            |
| كونتيننتال ايرلاينز     | 3   | 24 يوليو 1963  | مارس 1973      |                                                                       |
| الخطوط الجوية الأمريكية | 4   | 7 أكتوبر 1963  | فبراير 1973    | خياران إضافيان في عام 1965                                            |
| TWA                     | 4   | 16 أكتوبر 1963 | 31 يناير 1973  | خياران إضافيان في عام 1965                                            |
| طيران الشرق الأوسط      | 2   | 4 ديسمبر 1963  | فبراير 1973    |                                                                       |
| كانتاس                  | 6   | 19 مارس 1964   | يونيو 1973     | 2 ألغيت في مايو 1966                                                  |
| طيران الهند             | 2   | 15 يوليو 1964  | فبراير 1975    |                                                                       |
| الخطوط الجوية اليابانية | 3   | 30 سبتمبر 1965 | 1973           |                                                                       |
| سابينا                  | 2   | 1 ديسمبر 1965  | فبراير 1973    |                                                                       |
| الخطوط الجوية الشرقية   | 2   | 28 يونيو 1966  | فبراير 1973    | خياران إضافيان في 15 أغسطس 1966 خياران إضافيان آخران في 28 أبريل 1967 |
| الخطوط الجوية المتحدة   | 6   | 29 يونيو 1966  | 26 أكتوبر 1972 |                                                                       |
| برانيف                  | 3   | 1 سبتمبر 1966  | فبراير 1973    |                                                                       |
| لوفتهانزا               | 3   | 16 فبراير 1967 | أبريل 1973     |                                                                       |
| الطيران الكندي          | 4   | 1 مارس 1967    | 6 يونيو 1972   |                                                                       |
| CAAC                    | 2   | 24 يوليو 1972  | ديسمبر 1979    |                                                                       |
| إيران للطيران           | 2   | 8 أكتوبر 1972  | فبراير 1980    |                                                                       |

### اختبارات

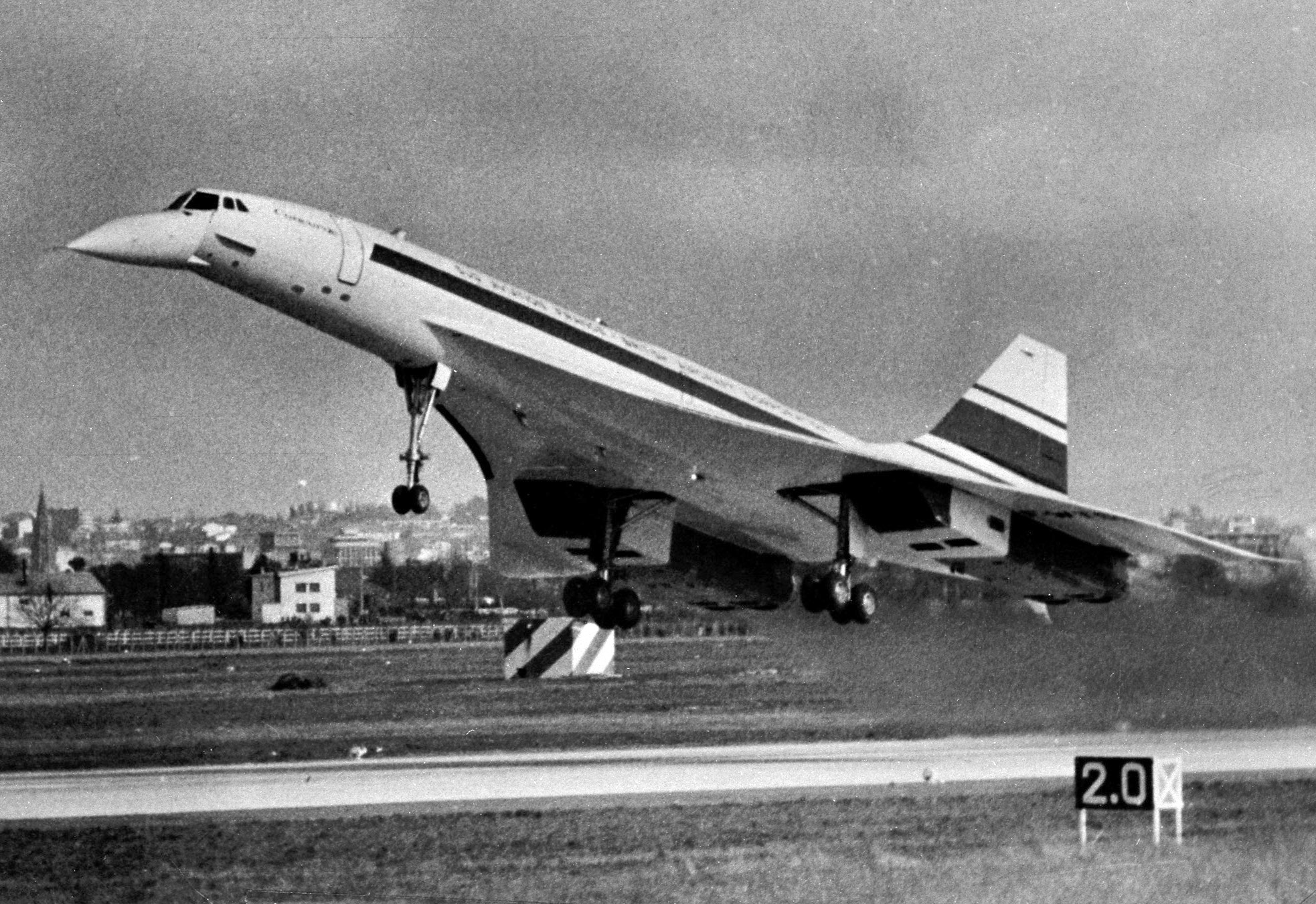
أول رحلة لطائرة كونكورد 001 في عام 1969

تم دعم أعمال التصميم ببرنامج بحث سابق يدرس خصائص الطيران لأجنحة دلتا منخفضة النسبة. تم تعديل طائرة الأبحاث فيري دلتا 2 الأسرع من الصوت لحمل شكل مخطط (ogee)، وأعيد تسميته بـ (BAC 221)، المستخدم لاختبارات الطيران لمغلف الطيران عالي السرعة، كما قدمت هاندلي بيج إتش بي 115 معلومات قيمة عن الأداء منخفض السرعة.
بدأ بناء نموذجين أوليين في فبراير 1965: النموذج (001)، تم بناؤه بواسطة إيروسباسيال في تولوز، والنموذج (002)، بني بواسطة شركة الطائرات البريطانية (BAC) في فيلتون، بريستول. قامت طائرة كونكورد (001) بأول رحلة تجريبية لها من تولوز في 2 مارس 1969، بقيادة أندريه توركات، وذهبت لأول مرة أسرع من الصوت في 1 أكتوبر. طارت أول كونكورد مبنية في المملكة المتحدة من فيلتون إلى محطة سلاح الجو الملكي البريطاني فيرفورد في 9 أبريل 1969، بقيادة بريان تروبشو. تم تقديم كلا النموذجين للجمهور لأول مرة في 7-8 يونيو 1969 في معرض باريس الجوي. مع تقدم برنامج الرحلة، شرعت (001) في جولة المبيعات والتوضيح في 4 سبتمبر 1971، والتي كانت أيضًا أول عبور عبر المحيط الأطلسي للكونكورد. حذت كونكورد (002) حذوها في 2 يونيو 1972 بجولة في الشرق الأوسط والشرق الأقصى. قامت كونكورد (002) بأول زيارة للولايات المتحدة في عام 1973، وهبطت في مطار دالاس فورت ورث الإقليمي الجديد للاحتفال بافتتاح ذلك المطار.

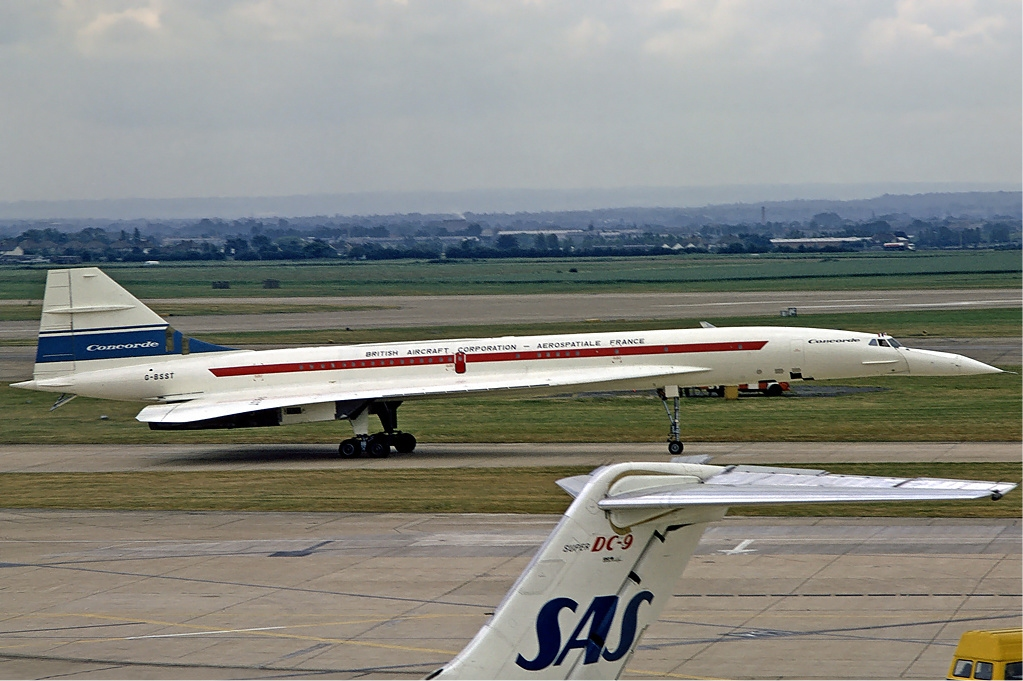
كونكورد في زيارة مبكرة لمطار هيثرو في 1 يوليو 1972

بينما كان لدى كونكورد في البداية قدرًا كبيرًا من اهتمام العملاء، فقد تعرض المشروع لعدد كبير من عمليات إلغاء الطلبات. صدم تحطم معرض باريس الجوي (1973) للطائرة السوفيتية المنافسة توبوليف تي يو 144 المشترين المحتملين، وأدى القلق العام بشأن القضايا البيئية التي قدمتها الطائرات الأسرع من الصوت - الطفرة الصوتية وضوضاء الإقلاع والتلوث - إلى حدوث تحول في جمهور رأي (SST). بحلول عام 1976، كان المشترون الباقون من أربع دول: بريطانيا وفرنسا والصين وإيران. فقط الخطوط الجوية الفرنسية والخطوط الجوية البريطانية (التي خلفت BOAC) استقبلت طلباتهم، مع قيام الحكومتين بخفض أي أرباح تم تحقيقها.
قطعت حكومة الولايات المتحدة التمويل الفيدرالي لطائرة بوينغ 2707، برنامج النقل الأسرع من الصوت المنافس للكنكورد، في عام 1971؛ لم تكمل بوينغ نموذجيها الأوليين 2707. استبعدت الولايات المتحدة والهند وماليزيا رحلات كونكورد الأسرع من الصوت بسبب مخاوف الضوضاء، على الرغم من تخفيف بعض هذه القيود في وقت لاحق. وصف البروفيسور دوغلاس روس القيود التي فرضتها إدارة الرئيس جيمي كارتر على عمليات كونكورد بأنها كانت بمثابة عمل حمائي لمصنعي الطائرات الأمريكيين.

### تكلفة البرنامج
كانت التكلفة التقديرية الأصلية للبرنامج 70 مليون جنيهًا إسترلينيًا قبل عام 1962، (1.39 مليار جنيه إسترليني في عام 2021). واجه البرنامج تجاوزات كبيرة في التكاليف وتأخيرات، حيث كلف البرنامج في النهاية ما بين 1.5 و 2.1 مليار جنيه إسترليني في عام 1976، (9.44 مليار جنيه إسترليني - 13.2 مليار جنيه إسترليني في عام 2021) كانت هذه التكلفة الباهظة هي السبب الرئيسي في أن تشغيل الإنتاج كان أصغر بكثير مما كان متوقعًا. كان من المستحيل تعويض تكلفة الوحدة، لذلك استوعبت الحكومتان الفرنسية والبريطانية تكاليف التطوير.

## تصميم

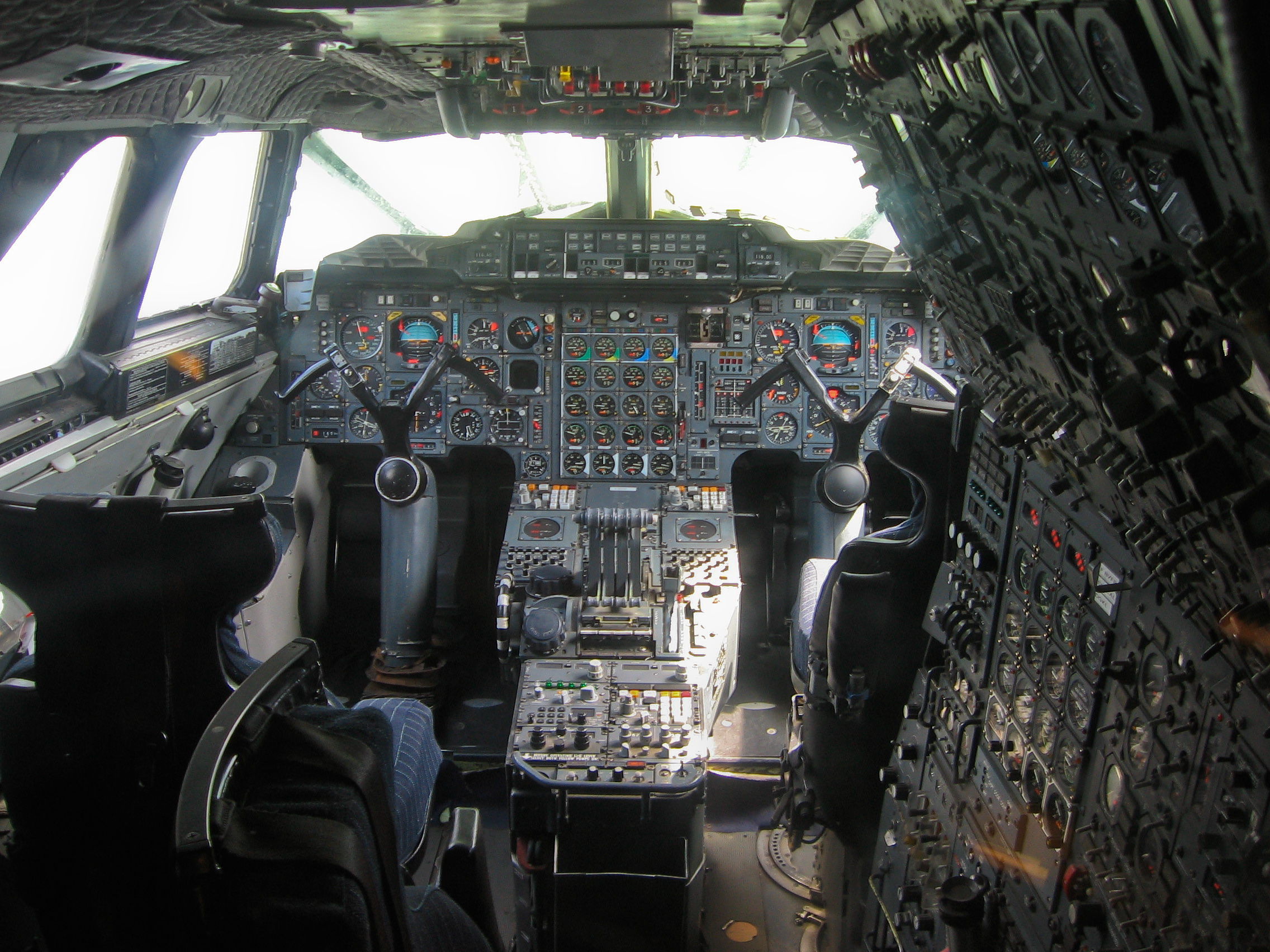
مقصورة قيادة طائرة الكونكورد

### الملامح العامة
كونكورد هي طائرة بجناح دلتا بأربعة محركات أوليمبوس تعتمد على تلك المستخدمة في قاذفة القنابل الاستراتيجية أفرو فولكان التابعة لسلاح الجو الملكي. إنها واحدة من الطائرات التجارية القليلة التي تستخدم تصميمًا عديم الذيل (طراز توبوليف تي يو 144 آخر). كانت كونكورد أول طائرة لديها (في هذه الحالة، تماثلية) نظام التحكم في الطيران بالسلك؛ كان نظام إلكترونيات الطيران المستخدم كونكورد فريدًا من نوعه لأنه كان أول طائرة تجارية تستخدم الدوائر الهجينة. المصمم الرئيسي للمشروع كان بيير ساتري، مع السير أرشيبالد راسل نائبه.
كونكورد رائدة في التقنيات التالية:
للحصول على سرعة عالية وتحسين الرحلة:
- أجنحة دلتا مزدوجة (ogee /ogival) على شكل أجنحة[10]
- نظام مدخل سحب هواء المحرك المتغير يتم التحكم فيه بواسطة أجهزة كمبيوتر رقمية[56]
- القدرة طواف فائق[57]
- محركات الدفع بالأسلاك، التي سبقت محركات فاديك التي يتم التحكم فيها حاليًا[56]
- أنف متدلي لرؤية هبوط أفضل

لتوفير الوزن وتحسين الأداء:
- 2.02 ماخ (~ 2,154 كيلومتر في الساعة (1,338 ميل/س)) سرعة الانطلاق[58] من أجل الاستهلاك الأمثل للوقود (الحد الأدنى للسحب الأسرع من الصوت والمحركات النفاثة النفاثة تكون أكثر كفاءة عند السرعات الأعلى[59]) استهلاك الوقود بسرعة ماخ 2 (1,522 ميل/س؛ 2,450 كم/س) وعلى ارتفاع 60,000 قدم (18,000 م) كان 4,800 غالون أمريكي لكل ساعة (18,000 ل/سا).[60]
- هيكل مصنوع من الألمنيوم بشكل أساسي باستخدام سبيكة ذات درجة حرارة عالية مماثلة لتلك المطورة لمكابس المحركات الهوائية.[61] أعطت هذه المادة وزنًا منخفضًا وسمحت بالتصنيع التقليدي (السرعات العالية كانت ستستبعد الألمنيوم)[62]
- طيار آلي كامل النظام ونظام خانق تلقائي[63] مما يسمح «برفع اليد» عن السيطرة على الطائرة من الصعود إلى الهبوط
- أنظمة التحكم في الطيران التماثلية التي يتم التحكم فيها كهربائيًا بالكامل[54]
- نظام هيدروليكي عالي الضغط باستخدام 28 مجبا (4,100 psi) للمكونات الهيدروليكية الأخف،[64] أنظمة مستقلة ثلاثية ("أزرق"، و "أخضر"، و "أصفر") للتكرار، مع التوربينات الهوائية لحالات الطوارئ (RAT) المخزنة في المنفذ الداخلي لتزويد الرافعة الأمامية " الأخضر والأصفر كنسخة احتياطية.[65]
- كمبيوتر بيانات الهواء المعقد (ADC) للمراقبة الآلية ونقل القياسات الديناميكية الهوائية (الضغط الكلي، الضغط الساكن، زاوية المواجهة، الانزلاق الجانبي).[7]
- نظام فرامل بالأسلاك يتم التحكم فيه كهربائيًا بالكامل[66]
- تقليم الملعب عن طريق تحويل الوقود إلى الأمام والخلف للتحكم في مركز الجاذبية (CoG) عند الاقتراب من ماخ 1 وما فوق دون أي عقوبة سحب.[67] تم استخدام تقليم الملعب عن طريق نقل الوقود منذ عام 1958 على قاذفة fd-58 الأسرع من الصوت.[68]
- الأجزاء المصنوعة باستخدام «طحن النحت»، مما يقلل من عدد الأجزاء مع توفير الوزن وإضافة القوة.[69]
- لا توجد وحدة طاقة إضافية، لأن كونكورد لن يزور سوى المطارات الكبيرة حيث تتوفر عربات البدء الجوية.[7]

### المحركات
استضافت الجمعية الملكية للطيران ندوة بعنوان «انعكاسات النقل فوق الصوتي» في 8 ديسمبر 1960. تم طرح وجهات نظر مختلفة حول النوع المحتمل لمحرك الطاقة من أجل النقل الأسرع من الصوت، مثل التثبيت المدفون أو المدفون والمحركات التوربينية أو المحركات ذات المروحة الأنبوبية. تم طرح إدارة الطبقة الحدودية في تركيب البودات على أنها أبسط مع وجود مخروط مدخل فقط، لكن الدكتور سيدون من مؤسسة الطائرات الملكية (RAE) رأى «مستقبلًا في تكامل أكثر تعقيدًا للأشكال» في تركيب مدفون. سلط مصدر قلق آخر الضوء على حالة محركين أو أكثر يقعان خلف مدخل واحد. قد يؤدي فشل السحب إلى فشل محرك مزدوج أو ثلاثي. كانت ميزة المروحة الأنبوبية على المحرك النفاث هي تقليل ضوضاء المطار ولكن مع فرض عقوبات اقتصادية كبيرة مع المقطع العرضي الأكبر الذي ينتج عنه سحب مفرط. في ذلك الوقت، اعتبر أن الضوضاء الصادرة عن المحرك التوربيني النفاث المحسن للرحلات الأسرع من الصوت يمكن تقليلها إلى مستوى مقبول باستخدام مثبطات الضوضاء المستخدمة في الطائرات النفاثة دون سرعة الصوت.
يمكن رؤية تكوين المحركات المحددة للكونكورد، وتطويرها إلى تصميم معتمد، في ضوء موضوعات الندوة أعلاه (التي سلطت الضوء على ضوضاء المطار، وإدارة الطبقة الحدودية والتفاعلات بين المحركات المجاورة) ومتطلبات المحرك، في 2 ماخ، وتحمل مجموعات من تمرينات التمرين، والانزلاق الجانبي، والسحب المنبثق، والصق الخانق دون ارتفاع. ستعالج اختبارات التطوير المكثفة مع تغييرات التصميم والتغييرات في قوانين السحب والتحكم في المحرك معظم المشكلات باستثناء ضوضاء المطارات والتفاعل بين محطات توليد الطاقة المجاورة بسرعات أعلى من 1.6 ماخ مما يعني أن كونكورد «يجب أن تكون معتمدة من الناحية الديناميكية الهوائية كطائرة بمحركين أعلاه ماخ 1.6».
كان لدى رولز-رويس اقتراح تصميم، آر بي.169، للطائرة في وقت التصميم الأولي لكونكورد ولكن «تطوير محرك جديد تمامًا للكونكورد كان سيكون باهظ التكلفة للغاية» لذا فإن المحرك الحالي، التي تحلق بالفعل في النموذج الأولي لقاذفة باك تي إس آر-2 الأسرع من الصوت. كان محرك (BSEL) أوليمبوس إم كيه 320 تربوجت، وهو تطوير لمحرك بريستول استخدم لأول مرة لمفجر أفرو فولكان دون سرعة الصوت.
تم وضع ثقة كبيرة في القدرة على تقليل ضوضاء المحرك التوربيني النفاث، وتم الإبلاغ عن خطوات كبيرة بواسطة سنيكما في تصميم كاتم الصوت أثناء البرنامج. ومع ذلك، بحلول عام 1974، تم الإبلاغ عن أن كاتمات الصوت بأسمائها الحقيقية التي تم إسقاطها في العادم غير فعالة ولكن «من المرجح أن تفي الطائرات التي تدخل الخدمة بضمانات الضوضاء الخاصة بها». تم اقتراح صواريخ أوليمبوس Mk.622 ذات السرعة النفاثة المنخفضة لتقليل الضوضاء ولكن لم يتم تطويرها.
يقع مدخل المحرك خلف الحافة الأمامية للجناح، وكان أمامه طبقة حدية للجناح. تم تحويل الثلثين والثلث المتبقي الذي دخل المدخول لم يؤثر سلبًا على كفاءة المدخول باستثناء أثناء الانزلاق عندما تصبح الطبقة الحدودية سميكة قبل المدخول وتسبب ارتفاعًا. ساعد اختبار نفق الرياح المكثف على تحديد التعديلات الرائدة قبل المآخذ التي حلت المشكلة.
كان لكل محرك مدخل خاص به وتم إقران أسطوانات المحرك بلوحة فاصلة بينهما لتقليل السلوك المعاكس لأحد المحركات التي تؤثر على الآخر. فقط فوق ماخ 1.6 (1,217.9 ميل/س؛ 1,960.1 كم/س) زيادة في المحرك من المحتمل أن تؤثر على المحرك المجاور.
احتاج الكونكورد إلى الطيران لمسافات طويلة ليكون مجديًا اقتصاديًا؛ هذا يتطلب كفاءة عالية من المحرك. تم رفض محركات تربوفان نظرًا لأن المقطع العرضي الأكبر حجمًا ينتج سحبًا مفرطًا. كانت تقنية أوليمبوس توربوجيت متاحة للتطوير لتلبية متطلبات تصميم الطائرة، على الرغم من أنه سيتم دراسة المحركات التوربينية المروحية لأي طائرة أسرع من الصوت في المستقبل.
استخدمت الطائرة إعادة التسخين (الحارق اللاحق) فقط عند الإقلاع وللمرور عبر النظام الترانسي العلوي إلى سرعات تفوق سرعة الصوت، بين ماخ 0.95 و 1.7. تم إيقاف إعادة التسخين في جميع الأوقات الأخرى. نظرًا لكون المحركات النفاثة غير فعالة للغاية عند السرعات المنخفضة، فقد أحرقت الكونكورد 2 طن متري (4,400 رطل) من الوقود (ما يقرب من 2٪ من أقصى حمل للوقود) يمر على المدرج. الوقود المستخدم هو Jet A-1. نظرًا للدفع العالي الناتج حتى مع وجود المحركات في وضع الخمول، تم تشغيل المحركين الخارجيين فقط بعد الهبوط لسهولة ركوب سيارات الأجرة وتقليل تآكل وسادة الفرامل - عند الأوزان المنخفضة بعد الهبوط، لن تظل الطائرة ثابتة مع توقف المحركات الأربعة عن العمل مما يتطلب يتم استخدام المكابح بشكل مستمر لمنع الطائرة من التدحرج.
كان تصميم مدخل الهواء لمحركات الكونكورد بالغ الأهمية بشكل خاص. كان على المداخل أن تبطئ دخول الهواء الأسرع من الصوت إلى سرعات دون سرعة الصوت مع استرداد الضغط العالي لضمان التشغيل الفعال عند سرعة الانطلاق مع توفير مستويات تشويه منخفضة (لمنع ارتفاع المحرك) والحفاظ على كفاءة عالية لجميع درجات الحرارة المحيطة المحتملة التي يجب الوفاء بها في الرحلة. كان عليهم توفير أداء دون سرعة الصوت مناسب لرحلة التحويل والتشوه المنخفض لوجه المحرك عند الإقلاع. كان عليهم أيضًا توفير مسار بديل للهواء الزائد أثناء اختناق المحرك أو إيقاف تشغيله. تتكون ميزات السحب المتغيرة المطلوبة لتلبية جميع هذه المتطلبات من الممرات الأمامية والخلفية، وباب التفريغ، والمدخل الإضافي، ونزيف الممر إلى فوهة العادم.
بالإضافة إلى تزويد المحرك بالهواء، فإن المدخول يزود الهواء أيضًا عبر الممر الذي ينزف إلى فوهة الدفع. ساهم تصميم قاذف الفوهة (أو الديناميكي الهوائي)، مع منطقة خروج متغيرة وتدفق ثانوي من المدخول، في كفاءة تمدد جيدة من الإقلاع إلى الرحلة البحرية.
استخدمت وحدات التحكم في سحب الهواء (AICUs) في الكونكورد معالجًا رقميًا لتوفير الدقة اللازمة للتحكم في المدخول. كان هذا هو أول استخدام في العالم لمعالج رقمي يتم منحه السيطرة الكاملة على نظام أساسي في طائرة ركاب. تم تطويره من قبل قسم الإلكترونيات وأنظمة الفضاء (ESS) في شركة الطائرات البريطانية بعد أن أصبح واضحًا أن وحدات (AICU) التماثلية المجهزة للطائرة النموذجية والتي طورتها شركة الترا للإلكترونيات وُجد أنها غير دقيقة بشكل كافٍ للمهام قيد التنفيذ.
يتسبب فشل المحرك في حدوث مشكلات في الطائرات التقليدية التي تقل سرعة الصوت؛ لا تفقد الطائرة قوة الدفع على هذا الجانب فحسب، بل يخلق المحرك قوة سحب، مما يتسبب في انحراف الطائرة وانحرافها في اتجاه المحرك الفاشل. إذا حدث هذا لكونكورد بسرعات تفوق سرعة الصوت، فمن الممكن نظريًا أن يتسبب في فشل كارثي لهيكل الطائرة. على الرغم من أن عمليات المحاكاة الحاسوبية تنبأت بمشكلات كبيرة، إلا أنه من الناحية العملية، كان بإمكان الكونكورد إغلاق كلا المحركين على نفس الجانب من الطائرة بسرعة 2 ماخ دون الصعوبات المتوقعة. أثناء فشل المحرك، يكون كمية الهواء المطلوبة صفرًا تقريبًا. لذلك، في كونكورد، تمت مواجهة عطل المحرك من خلال فتح باب الانسكاب الإضافي والامتداد الكامل للممرات، مما أدى إلى انحراف الهواء إلى أسفل مرورًا بالمحرك، مما أدى إلى زيادة قوة الرفع وتقليل السحب. تم تدريب طيارين الكونكورد بشكل روتيني للتعامل مع فشل المحرك المزدوج.
تم تطوير نظام التحكم في المحرك في كونكورد بواسطة شركة الترا للإلكترونيات.

### مشاكل التدفئة
تسبب ضغط الهواء على الأسطح الخارجية في ارتفاع درجة حرارة المقصورة أثناء الرحلة. كان كل سطح، مثل النوافذ والألواح، دافئًا عند لمسه بنهاية الرحلة. إلى جانب المحركات، فإن الجزء الأكثر سخونة في هيكل أي طائرة تفوق سرعة الصوت هو الأنف، بسبب التسخين الديناميكي الهوائي. استخدم المهندسون هيدومينيوم آر آر 58، سبائك الألومنيوم، في جميع أنحاء الطائرة بسبب معرفتها وتكلفتها وسهولة بنائها. أعلى درجة حرارة يمكن أن يتحملها الألمنيوم طوال عمر الطائرة كانت 127 °م (261 °ف)، والتي حددت السرعة القصوى بـ 2 ماخ.02. مرت طائرة كونكورد بدورتين من التدفئة والتبريد أثناء الرحلة، حيث تم تبريدها أولاً مع ارتفاعها، ثم تسخينها بعد أن أصبحت أسرع من الصوت. حدث العكس عند النزول والتباطؤ. يجب أن يؤخذ هذا في الاعتبار في النمذجة المعدنية والتعب. تم بناء منصة اختبار قامت بتسخين قسم بالحجم الكامل للجناح بشكل متكرر، ثم تبريده، وأخذت عينات من المعدن بشكل دوري للاختبار. تم تصميم هيكل الطائرة كونكورد ليعيش 45000 ساعة طيران.

درجات حرارة الجلد الكونكورد

بسبب ضغط الهواء أمام الطائرة أثناء تحركها بسرعة تفوق سرعة الصوت، تم تسخين جسم الطائرة وتمدد بما يصل إلى 300 مـم (12 بوصة). وكان أوضح مظهر لذلك هو الفجوة التي انفتحت على سطح الطائرة بين وحدة تحكم مهندس الطيران والحاجز الفاصل. في بعض الطائرات التي قامت برحلة أسرع من الصوت متقاعدة، وضع مهندسو الطيران قبعاتهم في هذه الفجوة الموسعة، وقاموا بتثبيت الغطاء عندما تقلص هيكل الطائرة مرة أخرى. للحفاظ على برودة الكابينة، استخدم كونكورد الوقود كمشتت حرارة للتدفئة من تكييف الهواء. الطريقة نفسها تبرد أيضًا المكونات الهيدروليكية. أثناء الطيران الأسرع من الصوت، أصبحت الأسطح الأمامية من قمرة القيادة ساخنة، واستخدم حاجب لصرف قدر كبير من هذه الحرارة عن الوصول المباشر إلى قمرة القيادة.
كان لدى الكونكورد قيود كسوة؛ كان لابد من تغطية غالبية السطح بطلاء أبيض شديد الانعكاس لتجنب ارتفاع درجة حرارة هيكل الألومنيوم بسبب تأثيرات التسخين من الطيران الأسرع من الصوت في 2 ماخ. قلل اللون الأبيض من درجة حرارة الجلد بمقدار 6 إلى 11 °م (11 إلى 20 °ف). في عام 1996، رسمت الخطوط الجوية الفرنسية لفترة وجيزة (F-BTSD) باللون الأزرق في الغالب، باستثناء الأجنحة، في صفقة ترويجية مع شركة بيبسي. في مخطط الطلاء هذا، تم نصح الخطوط الجوية الفرنسية بالبقاء في ماخ 2 (1,522 ميل/س؛ 2,450 كم/س) لمدة لا تزيد عن 20 دقيقة في المرة الواحدة، ولكن لم يكن هناك قيود على السرعات تحت ماخ 1.7. تم استخدام (F-BTSD) لأنه لم يكن مقررًا لأي رحلات طويلة تتطلب عمليات 2 ماخ ممتدة.

### القضايا الهيكلية

تقليم الملعب الوقود

بسبب سرعاتها العالية، تم تطبيق قوى كبيرة على الطائرة أثناء المنعطفات والانعطافات، وتسببت في التواء وتشويه هيكل الطائرة. بالإضافة إلى ذلك، كانت هناك مخاوف بشأن الحفاظ على التحكم الدقيق بسرعات تفوق سرعة الصوت. تم حل كلتا هاتين المشكلتين من خلال تغييرات النسبة النشطة بين الارتفاعات الداخلية والخارجية، متفاوتة بسرعات مختلفة بما في ذلك الأسرع من الصوت. فقط المرتفعات العميقة، المتصلة بأقصى منطقة من الأجنحة، كانت نشطة بسرعة عالية. بالإضافة إلى ذلك، فإن جسم الطائرة الضيق يعني أن الطائرة تنثني. كان هذا مرئيًا من وجهات نظر ركاب المقاعد الخلفية.
عندما تتجاوز أي طائرة الماكينة الحاسمة لهيكل الطائرة المعين، يتحول مركز الضغط إلى الخلف. يتسبب هذا في حدوث لحظة انحدار على الطائرة إذا ظل مركز الجاذبية في مكانه. صمم المهندسون الأجنحة بطريقة محددة لتقليل هذا التحول، ولكن لا يزال هناك تحول بحوالي 2 متر (6 قدم 7 بوصة). كان من الممكن مواجهة ذلك من خلال استخدام عناصر التحكم في القطع، ولكن في مثل هذه السرعات العالية، كان من الممكن أن يؤدي ذلك إلى زيادة السحب بشكل كبير. وبدلاً من ذلك، تم تغيير توزيع الوقود على طول الطائرة أثناء التسارع والتباطؤ لتحريك مركز الثقل، وهو يعمل بشكل فعال كعنصر تحكم إضافي في القطع.

### نطاق
للطيران بدون توقف عبر المحيط الأطلسي، تطلبت كونكورد أكبر نطاق تفوق سرعة الصوت من أي طائرة. تم تحقيق ذلك من خلال مجموعة من المحركات التي كانت عالية الكفاءة بسرعات تفوق سرعة الصوت، جسم نحيل مع نسبة دقة عالية، وشكل جناح معقد للحصول على نسبة رفع إلى سحب عالية. هذا يتطلب أيضًا حمل حمولة متواضعة وسعة وقود عالية، وتم تقليم الطائرة بدقة لتجنب السحب غير الضروري.
ومع ذلك، بعد فترة وجيزة من بدء طيران الكونكورد، تم تصميم طراز كونكورد "B" بسعة وقود أكبر قليلاً وأجنحة أكبر قليلاً مع شرائح رائدة لتحسين الأداء الديناميكي الهوائي في جميع السرعات، بهدف توسيع النطاق للوصول إلى الأسواق في مناطق جديدة. تتميز بمحركات أكثر قوة مع عازلة للصوت وبدون احتراق وقود متعطش للوقود وصاخب. تم التكهن بأنه كان من الممكن بشكل معقول إنشاء محرك بكفاءة تصل إلى 25٪ على رولز-رويس / سنيكما أوليمبوس 593. هذا سيعطي 500 ميل (805 كـم) نطاق إضافي وحمولة أكبر، مما يجعل الطرق التجارية الجديدة ممكنة. تم إلغاء هذا جزئيًا بسبب ضعف مبيعات كونكورد، ولكن أيضًا بسبب ارتفاع تكلفة وقود الطائرات في السبعينيات.

### مخاوف من الإشعاع
يعني ارتفاع الإبحار العالي لكونكورد أن الأشخاص على متنها تلقوا ما يقرب من ضعف تدفق الإشعاع المؤين خارج الأرض مثل أولئك الذين يسافرون في رحلة طويلة تقليدية. عند تقديم كونكورد، تم التكهن بأن هذا التعرض أثناء الرحلات الأسرع من الصوت من شأنه أن يزيد من احتمالية الإصابة بسرطان الجلد. نظرًا لوقت الرحلة المنخفض نسبيًا، تكون الجرعة المكافئة الإجمالية عادةً أقل من الرحلة التقليدية على نفس المسافة. قد يؤدي النشاط الشمسي غير العادي إلى زيادة الإشعاع الساقط. لمنع حوادث التعرض المفرط للإشعاع، كان على سطح الطائرة مقياس إشعاع وأداة لقياس معدل زيادة أو نقصان الإشعاع. إذا أصبح مستوى الإشعاع مرتفعًا جدًا، سينخفض الكونكورد إلى ما دون 47,000 قدم (14,000 م).

### ضغط الكابينة
عادة ما يتم صيانة كبائن الطائرات عند ضغط يعادل 6,000–8,000 قدم (1,800–2,400 م) الارتفاع. تم ضبط ضغط الكونكورد على ارتفاع عند الطرف السفلي من هذا النطاق، 6,000 قدم (1,800 م). كان الحد الأقصى لارتفاع الإبحار لكونكورد 60,000 قدم (18,000 م)؛ تحلق الطائرات دون سرعة الصوت عادة على ارتفاع أقل 44,000 قدم (13,000 م).
الانخفاض المفاجئ في ضغط المقصورة يشكل خطورة على جميع الركاب وطاقم الطائرة. فوق 50,000 قدم (15,000 م)، فإن خفض ضغط المقصورة المفاجئ يترك «وقتًا للوعي المفيد» يصل إلى 10-15 ثانية للرياضي المشروط. عند ارتفاع الكونكورد، تكون كثافة الهواء منخفضة جدًا؛ قد يؤدي خرق سلامة المقصورة إلى فقدان الضغط الشديد بدرجة كافية بحيث لا تكون أقنعة الأكسجين البلاستيكية للطوارئ المثبتة على طائرات الركاب الأخرى فعالة وسيعاني الركاب قريبًا من نقص الأكسجين على الرغم من ارتدائها بسرعة. تم تجهيز الكونكورد بنوافذ أصغر لتقليل معدل الخسارة في حالة حدوث خرق، ونظام إمداد هواء احتياطي لزيادة ضغط هواء المقصورة، وإجراء هبوط سريع لإيصال الطائرة إلى ارتفاع آمن. تفرض إدارة الطيران الفيدرالية (FAA) الحد الأدنى من معدلات الهبوط في حالات الطوارئ للطائرات وتلاحظ ارتفاعًا تشغيليًا أعلى لكونكورد، وخلصت إلى أن أفضل استجابة لفقدان الضغط ستكون هبوطًا سريعًا. كان من الممكن أن يؤدي الضغط الإيجابي المستمر في مجرى الهواء إلى توصيل الأكسجين المضغوط مباشرة إلى الطيارين من خلال الأقنعة.

### خصائص الرحلة

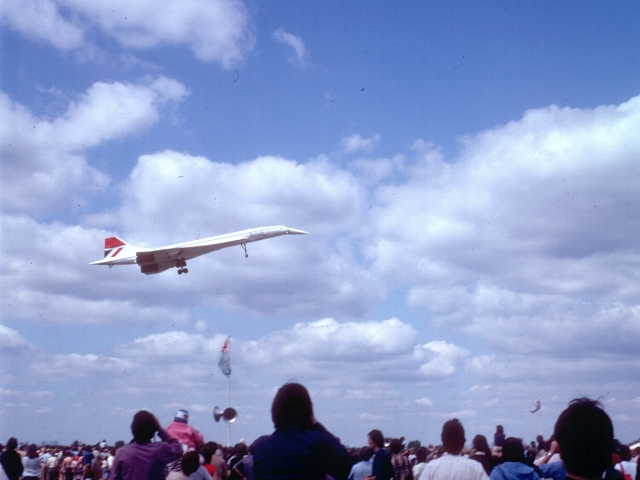
كونكورد تقوم بتحليق منخفض المستوى في معرض جوي في أغسطس 1981

بينما استغرقت الطائرات التجارية دون سرعة الصوت ثماني ساعات للطيران من باريس إلى نيويورك (سبع ساعات من نيويورك إلى باريس)، كان متوسط زمن الرحلة الأسرع من الصوت على الطرق عبر المحيط الأطلسي أقل بقليل من 3.5 ساعة. كان الحد الأقصى لارتفاع الإبحار في الكونكورد 18,300 متر (60,000 قدم) ومتوسط سرعة رحلة بحرية ماخ 2.02 (1,537.64 ميل/س؛ 2,474.59 كم/س)، أي أكثر من ضعف سرعة الطائرات التقليدية.
مع عدم وجود حركة مرور مدنية أخرى تعمل على ارتفاع إبحار يبلغ حوالي 56,000 قدم (17,000 م)، كان لدى كونكورد الاستخدام الحصري للممرات الجوية المحيطية المخصصة، أو «المسارات»، المنفصلة عن مسارات شمال الأطلسي، وهي الطرق التي تستخدمها الطائرات الأخرى لعبور المحيط الأطلسي. نظرًا للطبيعة الأقل تنوعًا للرياح المرتفعة مقارنة بتلك الموجودة على ارتفاعات الإبحار القياسية، فإن مسارات (SST) المخصصة لها إحداثيات ثابتة، على عكس المسارات القياسية على ارتفاعات منخفضة، والتي يتم تغيير إحداثياتها مرتين يوميًا بناءً على أنماط الطقس المتوقعة (جت ستريم).  تم تطهير الكونكورد أيضًا في 15,000 قدم (4,600 م)، مما يسمح بالتسلق البطيء من 45,000 إلى 60,000 قدم (14,000 إلى 18,000 م) أثناء عبور المحيط حيث انخفض حمل الوقود تدريجياً. في الخدمة المنتظمة، استخدمت كونكورد ملف تعريف رحلة طيران عالي الكفاءة بعد الإقلاع.
تطلبت الأجنحة على شكل دلتا من الكونكورد تبني زاوية مواجهة أعلى بسرعات منخفضة مقارنة بالطائرات التقليدية، لكنها سمحت بتشكيل دوامات كبيرة منخفضة الضغط على كامل سطح الجناح العلوي، مع الحفاظ على الرفع. كانت سرعة الهبوط العادية 170 ميل في الساعة (274 كم/س). بسبب هذه الزاوية المرتفعة، أثناء اقتراب الهبوط، كان الكونكورد على «الجانب الخلفي» لمنحنى قوة السحب، حيث يؤدي رفع الأنف إلى زيادة معدل الهبوط؛ وهكذا تم نقل الطائرة إلى حد كبير على دواسة الوقود وتم تزويدها بصمام أوتوماتيكي لتقليل عبء العمل على الطيار.
 

### الفرامل والهيكل السفلي
نظرًا للطريقة التي يولد بها جناح دلتا كونكورد قوة الرفع، يجب أن يكون الهيكل السفلي قويًا وطويلًا بشكل غير عادي للسماح بزاوية المواجهة عند السرعة المنخفضة. عند الدوران، يرتفع الكونكورد إلى زاوية مواجهة عالية، حوالي 18 درجة. قبل الدوران، لم يولد الجناح أي قوة رفع تقريبًا، على عكس أجنحة الطائرات النموذجية. إلى جانب السرعة الجوية العالية عند الدوران (199 عقدة (369 كم/س؛ 229 ميل/س) تشير إلى السرعة الجوية)، أدى ذلك إلى زيادة الضغوط على الهيكل السفلي الرئيسي بطريقة لم تكن متوقعة في البداية أثناء التطوير وتطلبت إعادة تصميم رئيسية. نظرًا للزاوية العالية المطلوبة عند الدوران، تمت إضافة مجموعة صغيرة من العجلات في الخلف لمنع ارتطام الذيل. تتأرجح وحدات الهيكل السفلي الرئيسية تجاه بعضها البعض ليتم تخزينها، ولكن نظرًا لارتفاعها الكبير، فإنها تحتاج أيضًا إلى الانكماش في الطول بشكل متداخل قبل التأرجح لتخليص بعضها البعض عند التخزين.
يتم نفخ إطارات العجلات الأربع الرئيسية في كل وحدة من وحدات البوجي إلى 232 رطل لكل بوصة مربعة (1,600 كـبا). يتراجع الهيكل السفلي ذو العجلتين إلى الأمام ويتم نفخ إطاراته حتى ضغط 191 رطل لكل بوصة مربعة (1,320 كـبا)، وتحمل مجموعة العجلة عاكسًا للرش لمنع رمي الماء الراكد في مآخذ المحرك. تم تصنيف الإطارات بأقصى سرعة على المدرج تبلغ 250 ميل في الساعة (400 كم/س). تحمل عجلة المقدمة اليمنى فرامل قرصية واحدة لإيقاف دوران العجلة أثناء تراجع الهيكل السفلي. تحمل عجلة مقدمة المنفذ مولدات السرعة لنظام الكبح المقاوم للانزلاق الذي يمنع تنشيط الفرامل حتى تدور الأنف والعجلات الرئيسية بنفس المعدل.
بالإضافة إلى ذلك، نظرًا لارتفاع متوسط سرعة الإقلاع البالغة 250 ميل في الساعة (400 كم/س)، احتاج الكونكورد إلى فرامل مطورة. مثل معظم الطائرات، تتمتع الكونكورد بمكابح مانعة للانزلاق - نظام يمنع الإطارات من فقدان قوة الجر عند استخدام المكابح لتحكم أكبر أثناء الانقلاب. كانت المكابح، التي طورتها شركة دنلوب، أول مكابح كربونية تُستخدم في طائرة ركاب. أدى استخدام الكربون على الفرامل الفولاذية المكافئة إلى توفير 1,200 رطل (540 كـغ) وزن. تحتوي كل عجلة على عدة أقراص يتم تبريدها بواسطة مراوح كهربائية. تشمل مستشعرات العجلات الحمولة الزائدة للفرامل ودرجة حرارة الفرامل وانكماش الإطارات. بعد هبوط نموذجي في مطار هيثرو، تراوحت درجات حرارة الفرامل بين 300–400 °م (572–752 °ف). تطلبت طائرة كونكورد الهبوط ما لا يقل عن 6,000 قدم (1,800 م) طول المدرج، وهذا في الواقع أقل بكثير من أقصر مدرج هبطت كونكورد على الإطلاق لنقل الركاب التجاريين، مطار كارديف. ومع ذلك، قامت كونكورد (G-AXDN) (101) بهبوطه النهائي في مطار دوكسفورد في 20 أغسطس 1977، والذي يبلغ طول مدرجه 6,000 قدم (1,800 م). في ذلك الوقت. كانت هذه هي آخر طائرة تهبط في دوكسفورد قبل أن يتم تقصير المدرج في وقت لاحق من ذلك العام. 

### تدلى الأنف
أنف كونكورد المتدلي، الذي طوره مارشال في كامبريدج، مكّن الطائرة من التحول من الانسيابية لتقليل السحب وتحقيق الكفاءة الديناميكية الهوائية المثلى أثناء الطيران، إلى عدم إعاقة رؤية الطيار أثناء عمليات التاكسي والإقلاع والهبوط. نظرًا للزاوية العالية للمواجهة، فإن الأنف الطويل المدبب أعاق الرؤية واستلزم القدرة على التدلي. كان الأنف المتدلي مصحوبًا بواق متحرك تراجع إلى الأنف قبل إنزاله. عندما يتم رفع الأنف إلى الوضع الأفقي، يرتفع الحاجب أمام الزجاج الأمامي لقمرة القيادة من أجل التبسيط الديناميكي الهوائي.

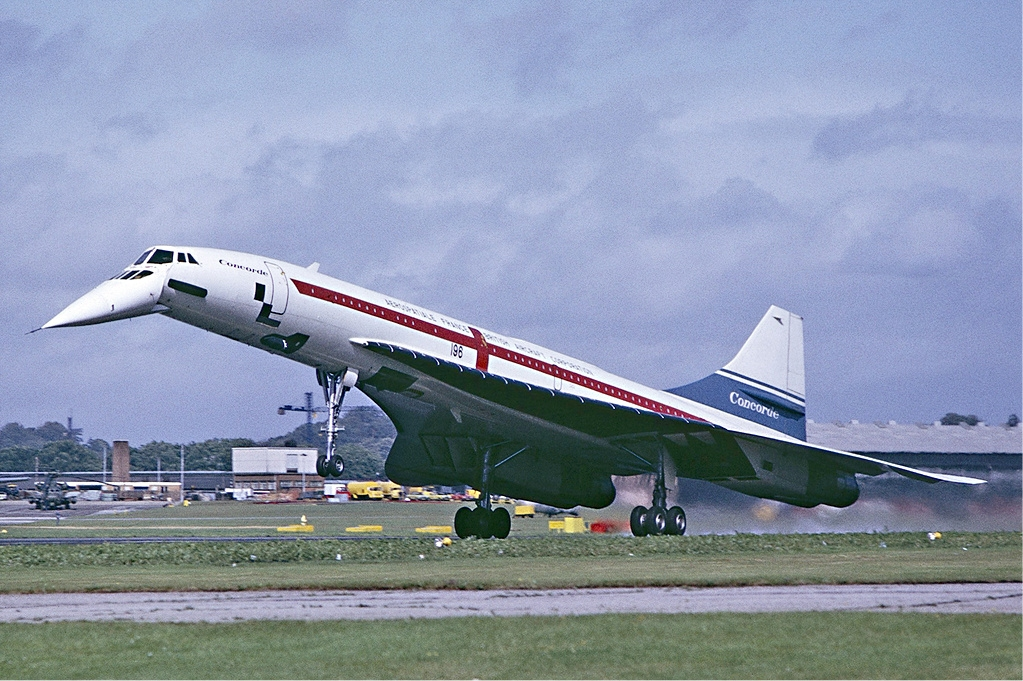
هبوط الكونكورد في فارنبورو في سبتمبر 1974

سمحت وحدة التحكم في قمرة القيادة بسحب القناع وخفض الأنف إلى 5° تحت الوضع الأفقي القياسي لركوب السيارات والإقلاع. بعد الإقلاع وبعد إخلاء المطار، تم رفع الأنف والواقي. قبل الهبوط، تم سحب الحاجب مرة أخرى وخفض الأنف إلى 12.5° تحت المستوى الأفقي للحصول على أقصى قدر من الرؤية. عند الهبوط، تم رفع الأنف إلى الوضع 5 درجات لتجنب احتمال حدوث ضرر بسبب الاصطدام بالمركبات الأرضية، ثم رفعه بالكامل قبل إيقاف تشغيل المحرك لمنع تجمع التكثيف الداخلي داخل الرادوم الذي يتسرب لأسفل في مجسات نظام بيتوت/ إيه دي سي للطائرة.

اعترضت إدارة الطيران الفيدرالية الأمريكية على الرؤية التقييدية للواقي المستخدم في النموذجين الأوليين من طراز كونكورد، والتي تم تصميمها قبل توفر زجاج النافذة عالي الحرارة المناسب، وبالتالي تتطلب التعديل قبل أن تسمح إدارة الطيران الفيدرالية (FAA) للكونكورد بالخدمة مطارات الولايات المتحدة. أدى ذلك إلى إعادة تصميم الحاجب المستخدم في الإنتاج والطائرات الأربع قبل الإنتاج (101، 102، 201، و 202). نافذة الأنف والزجاج الواقي، ضروريان لتحمل درجات حرارة تزيد عن 100 °م (212 °ف) في رحلة أسرع من الصوت، تم تطويرها بواسطة زجاج أمان ثلاثي (Triplex).

## التاريخ التشغيلي

### 1973 بعثة كسوف الشمس
تم تعديل كونكورد 001 مع فتحات على السطح لاستخدامها في مهمة الكسوف الشمسي عام 1973 ومجهزة بأدوات المراقبة. قامت بأطول مشاهدة لكسوف الشمس حتى الآن، حوالي 74 دقيقة.

### رحلات مجدولة

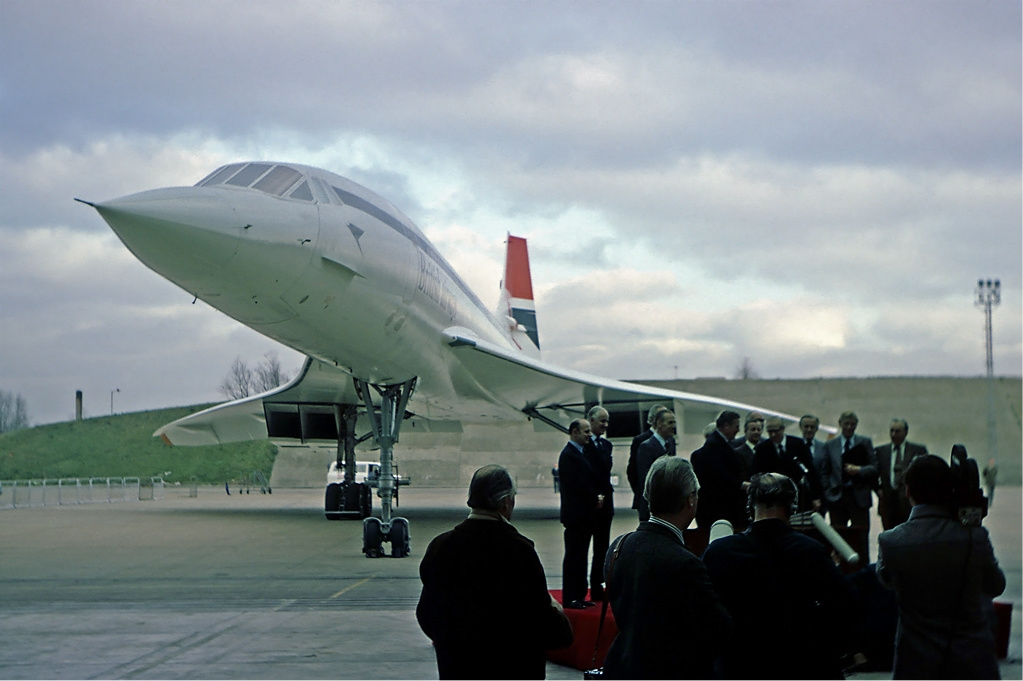
أقيم حفل التسليم الرسمي لأول طائرة كونكورد إلى الخطوط الجوية البريطانية في 15 يناير 1976 في مطار هيثرو

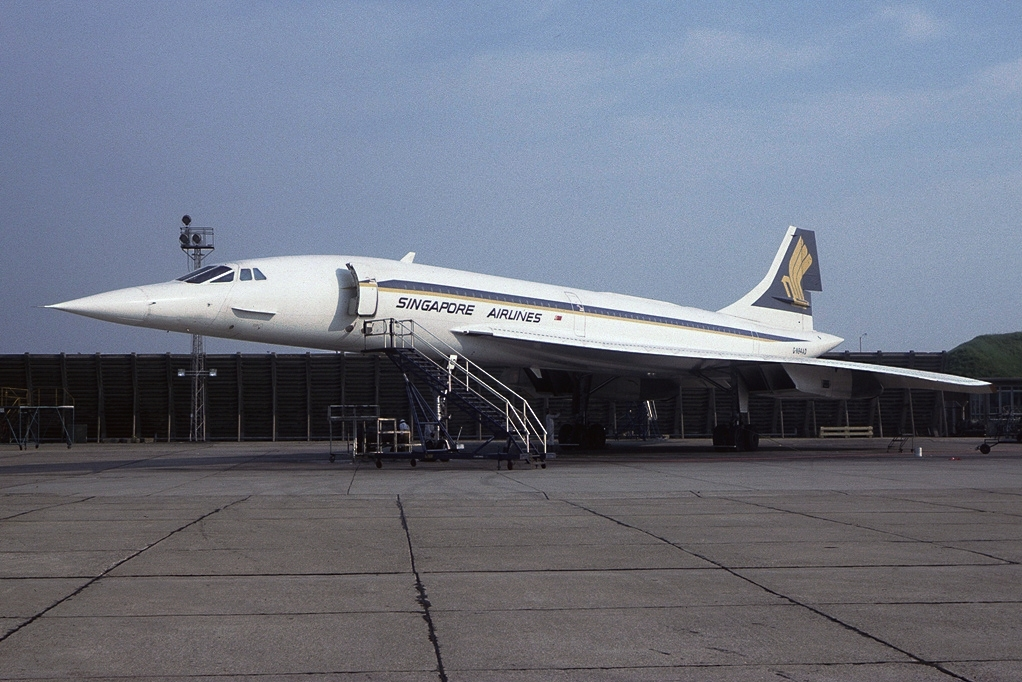
كونكورد الخطوط الجوية البريطانية في مطار هيثرو في عام 1979

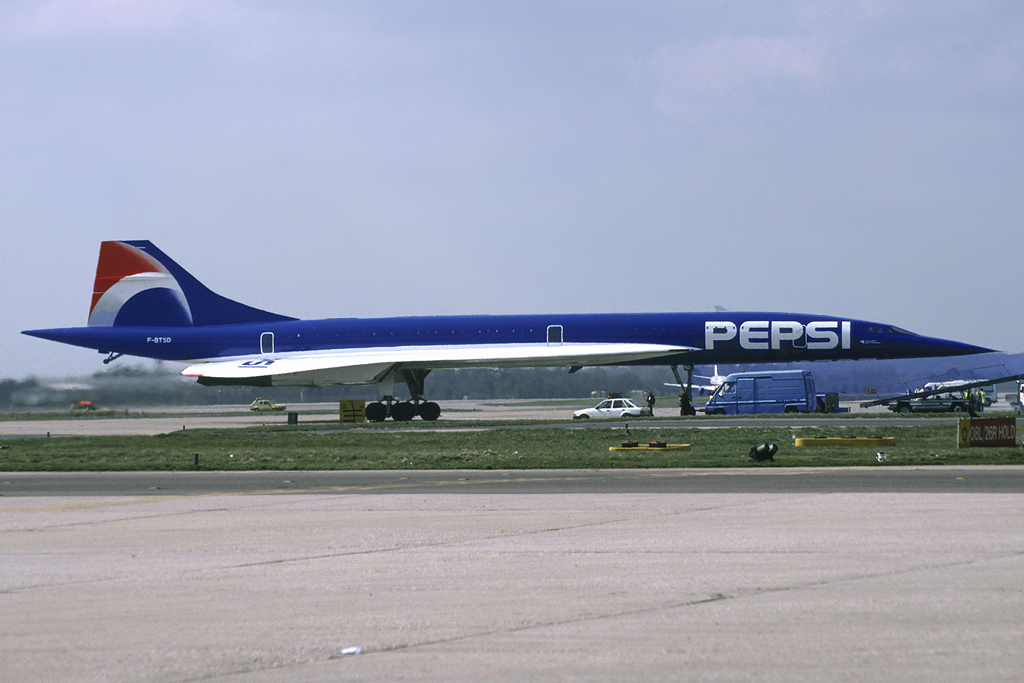
الخطوط الفرنسية كونكورد (F-BTSD) بيبسي ترويجي قصير العمر، أبريل 1996

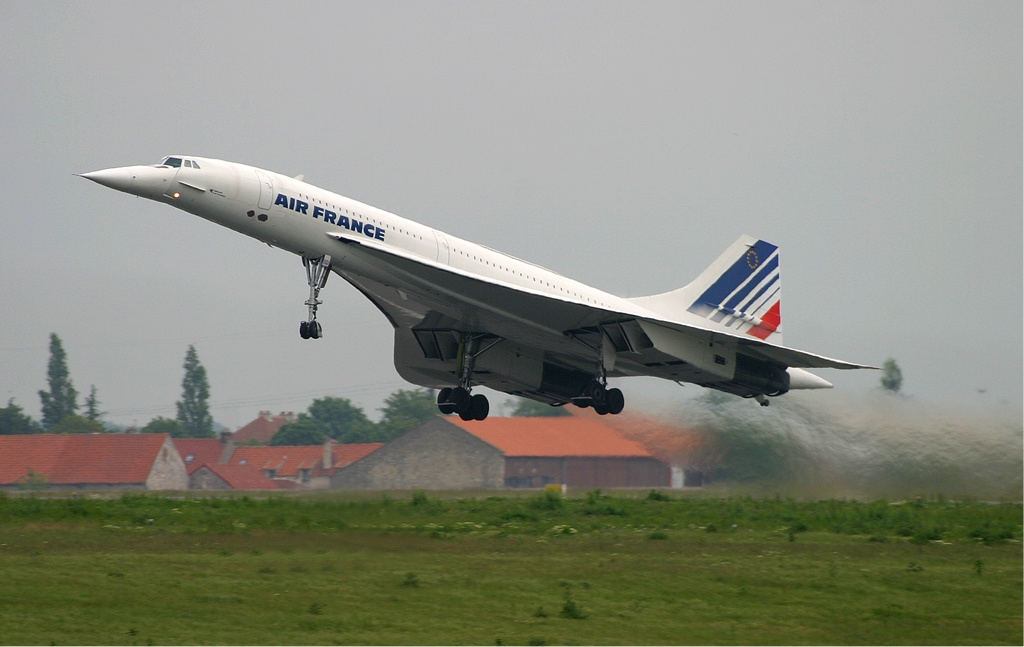
كونكورد الخطوط الجوية الفرنسية في مطار باريس شارل ديغول عام 2003

بدأت الرحلات المجدولة في 21 يناير 1976 على طرق لندن - البحرين وباريس - ريو دي جانيرو (عبر داكار)، مع رحلات الخطوط الجوية البريطانية باستخدام علامة نداء (Speedbird Concorde) لإخطار مراقبة الحركة الجوية بالقدرات والقيود الفريدة للطائرة، ولكن الفرنسيون يستخدمون إشارات النداء العادية. بدأ طريق باريس- كاراكاس (عبر جزر الأزور) في 10 أبريل. كان الكونجرس الأمريكي قد حظر للتو عمليات إنزال الكونكورد في الولايات المتحدة، ويرجع ذلك أساسًا إلى احتجاج المواطنين على الانفجارات الصوتية، مما منع الإطلاق على طرق شمال الأطلسي المرغوبة. أعطى وزير النقل الأمريكي، وليام كولمان، الإذن بخدمة الكونكورد إلى مطار واشنطن دالاس الدولي، وبدأت الخطوط الجوية الفرنسية والخطوط الجوية البريطانية في وقت واحد خدمة ثلاث مرات أسبوعيا إلى دالاس في 24 مايو 1976. بسبب انخفاض الطلب، ألغت الخطوط الجوية الفرنسية خدمتها في واشنطن في أكتوبر 1982، بينما ألغت الخطوط الجوية البريطانية الخدمة في نوفمبر 1994.
عندما تم رفع الحظر الأمريكي على عمليات مطار جون إف كينيدي كونكورد في فبراير 1977، حظرت نيويورك كونكورد محليًا. انتهى الحظر في 17 أكتوبر 1977 عندما رفضت المحكمة العليا للولايات المتحدة إلغاء حكم محكمة أدنى برفض جهود هيئة الموانئ في نيويورك ونيوجيرسي وحملة شعبية بقيادة كارول بيرمان لمواصلة المنع. على الرغم من الشكاوى المتعلقة بالضوضاء، أشار تقرير الضوضاء إلى أن طائرة الرئاسة، في ذلك الوقت، طائرة بوينغ في سي-137، كانت أعلى من صوت الكونكورد بسرعات دون سرعة الصوت وأثناء الإقلاع والهبوط. بدأت الخدمة المجدولة من باريس ولندن إلى مطار جون إف كينيدي بنيويورك في 22 نوفمبر 1977.
في ديسمبر 1977، شاركت الخطوط الجوية البريطانية والخطوط الجوية السنغافورية طائرة كونكورد واحدة للرحلات بين لندن ومطار سنغافورة الدولي في بايا ليبار عبر البحرين. تم طلاء الطائرة، كونكورد (G-BOAD) التابعة لشركة الخطوط الجوية السنغافورية، بزخرفة الخطوط الجوية السنغافورية على جانب الميناء وغطاء الخطوط الجوية البريطانية على الجانب الأيمن. توقفت الخدمة بعد ثلاث رحلات ذهاب وعودة بسبب شكاوى ضوضاء من الحكومة الماليزية؛ لا يمكن إعادته إلا على طريق جديد يتجاوز المجال الجوي الماليزي في عام 1979. منع نزاع مع الهند كونكورد من الوصول إلى سرعات تفوق سرعة الصوت في المجال الجوي الهندي، لذلك أُعلن في النهاية أن الطريق غير قابل للتطبيق وتوقف في عام 1980.
خلال طفرة النفط المكسيكية، طارت كونكورد الخطوط الجوية الفرنسية مرتين أسبوعيًا إلى مطار بينيتو خواريز الدولي في مكسيكو سيتي عبر واشنطن العاصمة أو مدينة نيويورك، من سبتمبر 1978 إلى نوفمبر 1982. أدت الأزمة الاقتصادية العالمية خلال تلك الفترة إلى إلغاء هذا المسار. كانت الرحلات الأخيرة فارغة تقريبًا. تضمن المسار بين واشنطن أو نيويورك ومكسيكو سيتي تباطؤًا، من 2.02 ماخ إلى 0.95 ماخ، لعبور فلوريدا دون سرعة الصوت وتجنب إحداث طفرة صوتية فوق الولاية؛ ثم تعيد الكونكورد تسارعاه مرة أخرى إلى السرعة العالية أثناء عبورها خليج المكسيك. في 1 أبريل 1989، في رحلة سياحية فاخرة حول العالم، نفذت الخطوط الجوية البريطانية تغييرات على هذا المسار سمحت للطائرة (G-BOAF) بالحفاظ على 2 ماخ.02 من خلال المرور حول فلوريدا إلى الشرق والجنوب. زارت كونكورد المنطقة بشكل دوري على متن رحلات مستأجرة مماثلة لمكسيكو سيتي وأكابولكو.
من ديسمبر 1978 إلى مايو 1980، استأجرت خطوط برانيف الدولية 11 طائرة كونكورد، وخمسة من الخطوط الجوية الفرنسية وستة من الخطوط الجوية البريطانية. تم استخدام هذه الرحلات في رحلات دون سرعة الصوت بين دالاس فورت وورث ومطار واشنطن دالاس الدولي، والتي كانت تقلها أطقم رحلات برانيف. ثم تولى طواقم الخطوط الجوية الفرنسية والخطوط الجوية البريطانية المسؤولية عن الرحلات الجوية المستمرة الأسرع من الصوت إلى لندن وباريس. تم تسجيل الطائرات في كل من الولايات المتحدة وبلدانهم الأصلية؛ تمت تغطية التسجيل الأوروبي أثناء تشغيله بواسطة برانيف، مع الاحتفاظ بكبريات الخطوط الفرنسية/الخطوط البريطانية الكاملة. لم تكن الرحلات الجوية مربحة وعادة ما كانت أقل من 50٪ محجوزة، مما أجبر برانيف على إنهاء فترة عمله كمشغل الكونكورد الأمريكي الوحيد في مايو 1980.
في سنواتها الأولى، كان لدى خدمة كونكورد التابعة للخطوط الجوية البريطانية عددًا أكبر من حالات «عدم الحضور» (الركاب الذين حجزوا رحلة ثم فشلوا في الظهور عند بوابة الصعود إلى الطائرة) أكثر من أي طائرة أخرى في الأسطول.

### مصلحة كاليدونيا البريطانية
بعد إطلاق خدمات كونكورد للخطوط الجوية البريطانية، شكلت شركة الخطوط الجوية البريطانية الكبرى، بريتش كالدونيان (BCal)، فريق عمل برئاسة جوردون ديفيدسون، مدير كونكورد السابق بمكتبة الإسكندرية، للتحقيق في إمكانية عمليات كونكورد الخاصة بهم. كان يُنظر إلى هذا على أنه قابل للتطبيق بشكل خاص لشبكة المسافات الطويلة الخاصة بشركة الطيران حيث كانت هناك طائرتان غير مباعتان متاحتان للشراء.
كان أحد الأسباب المهمة لاهتمام بريتش كالدونيان في كونكورد هو أن مراجعة سياسة الطيران التي أجرتها الحكومة البريطانية لعام 1976 قد فتحت إمكانية قيام الخطوط البريطانية بإنشاء خدمات تفوق سرعة الصوت في منافسة مع مجال نفوذ بريتش كالدونيان. لمواجهة هذا التهديد المحتمل، نظرت بريتش كالدونيان في خطط كونكورد المستقلة الخاصة بها، بالإضافة إلى شراكة مع الخطوط البريطانية. كان من المرجح أن يكون بريتش كالدونيان قد أنشأ خدمة كونكورد على طريق غاتويك-لاغوس، وهو مصدر رئيسي للإيرادات والأرباح داخل شبكة الطرق المجدولة لشركة بريتش كالدونيان؛ قام فريق عمل الكونكورد التابع لشركة بريتش كالدونيان بتقييم جدوى خدمة يومية تفوق سرعة الصوت تكمل الخدمة الموجودة دون سرعة الصوت على هذا الطريق.
دخلت بريتش كالدونيان في محاولة للحصول على كونكورد واحد على الأقل. ومع ذلك، رتبت بريتش كالدونيان في النهاية لاستئجار طائرتين من الخطوط البريطانية وإيروسباسيال على التوالي، ليتم الاحتفاظ بها من قبل الخطوط الجوية البريطانية أو الخطوط الجوية الفرنسية. كان أسطول بريتش كالدونيان المتوخى المكون من طائرتين كونكورد يتطلب مستوى عالٍ من استخدام الطائرات ليكون فعالًا من حيث التكلفة؛ لذلك، قررت شركة بريتش كالدونيان تشغيل الطائرة الثانية في خدمة أسرع من الصوت بين غاتويك وأتلانتا، مع توقف في غاندر أو هاليفاكس. تم النظر في الخدمات المقدمة إلى هيوستن ونقاط مختلفة على شبكتها في أمريكا الجنوبية في مرحلة لاحقة. كان من المقرر إطلاق كلتا الخدمتين الأسرع من الصوت في وقت ما خلال عام 1980؛ ومع ذلك، أدى الارتفاع الحاد في أسعار النفط الناجم عن أزمة الطاقة عام 1979 إلى توقف شركة بريتش كالدونيان عن طموحاتها الأسرع من الصوت.

### الخطوط الجوية البريطانية تشتري طائرات الكونكورد الخاصة بها
بحلول عام 1981 تقريبًا في المملكة المتحدة، بدا مستقبل الكونكورد قاتمًا. كانت الحكومة البريطانية قد خسرت أموالًا من تشغيل الكونكورد كل عام، وكانت التحركات جارية لإلغاء الخدمة تمامًا. عادت توقعات التكلفة مع انخفاض تكاليف الاختبارات المعدنية بشكل كبير لأن جهاز اختبار الأجنحة قد جمع بيانات كافية لتستمر لمدة 30 عامًا ويمكن إغلاقها. على الرغم من ذلك، لم تكن الحكومة حريصة على الاستمرار. في عام 1983، أقنع المدير الإداري لمكتبة الإسكندرية، السير جون كينغ، الحكومة ببيع الطائرة مباشرة لشركة الخطوط الجوية البريطانية المملوكة للدولة آنذاك مقابل 16.5 مليون جنيهًا إسترلينيًا. بالإضافة إلى أرباح السنة الأولى. في عام 2003، كشف اللورد هيسلتين، الذي كان الوزير المسؤول في ذلك الوقت، لآلان روب على راديو بي بي سي 5 لايف، أن الطائرة قد بيعت «مقابل لا شيء». وعندما سأله روب عما إذا كانت هذه أسوأ صفقة تفاوض عليها وزير في الحكومة، أجاب «ربما يكون هذا صحيحًا. ولكن إذا كانت يداك مقيدتين خلف ظهرك ولا توجد بطاقات ومفاوض ماهر للغاية على الجانب الآخر من الطاولة... أتحداك أن تفعل أي شيء [أفضل].» تمت خصخصة الخطوط الجوية البريطانية في وقت لاحق في عام 1987.

### اقتصاديات التشغيل
في عام 1983، اتهمت شركة بان أمريكان الحكومة البريطانية بدعم أسعار تذاكر الطيران لشركة الخطوط الجوية البريطانية كونكورد، حيث كانت تكلفة العودة بين لندن ونيويورك 2399 جنيهًا إسترلينيًا (8612 جنيهًا إسترلينيًا بأسعار 2018)، مقارنة بـ 7951 جنيهًا إسترلينيًا (6582 جنيهًا إسترلينيًا) مع عودة دون سرعة الصوت من الدرجة الأولى. وكان العائد من لندن إلى واشنطن 2426 جنيهًا إسترلينيًا (8041 جنيهًا إسترلينيًا) بدلاً من 2258 جنيهًا إسترلينيًا (7484 جنيهًا إسترلينيًا) دون سرعة الصوت.
كشفت الأبحاث أن الركاب اعتقدوا أن الأجرة كانت أعلى مما كانت عليه في الواقع، لذلك رفعت شركة الطيران أسعار التذاكر لتتوافق مع هذه التصورات. يُذكر أن شركة الخطوط الجوية البريطانية قامت بعد ذلك بتشغيل شركة كونكورد بربح.
كانت تكاليف التشغيل المقدرة لها 3800 دولار لكل ساعة كتلة في عام 1972 (23510)، مقارنة بتكاليف التشغيل الفعلية لعام 1971 البالغة 1,835 دولارًا لبوينغ 707 و 3500 دولار لـ 747 (ما يعادل 11726 دولارًا و 22366 دولارًا على التوالي)؛ مقابل 3,050 ميل بحري (5,650 كـم) قطاع لندن - نيويورك، 707 بتكلفة 13.750 دولارًا أو 3.04 سنت لكل مقعد/ميل بحري (بدولارات 1971)، 747 دولارًا 26200 أو 2.4 سنت لكل مقعد/ميل بحري وكونكورد 14.250 دولارًا أو 4.5 سنت لكل مقعد/ميل بحري. كانت تكلفة وحدة كونكورد آنذاك 33.8 دولارًا مليون (162 مليون دولار عام 2020).
كانت السرعة والخدمة الممتازة مكلفتين: في عام 1997، كان سعر تذكرة الذهاب والإياب من نيويورك إلى لندن 7995 دولارًا أمريكيًا (ما يعادل 12889 دولارًا أمريكيًا في عام 2020)، أكثر من 30 ضعف تكلفة أقل رحلة طيران مجدولة تكلفة لهذا الغرض. طريق. الخطوط الجوية البريطانية والخطوط الجوية الفرنسية كانت قادرة على تشغيل كونكورد بربح بعد شراء طائراتهم من حكوماتهم بخصم كبير مقارنة بتكاليف تطوير البرنامج والمشتريات.

### خدمات أخرى
بين مارس 1984 ويناير 1991، قامت الخطوط الجوية البريطانية برحلات كونكورد ثلاث مرات أسبوعيا بين لندن وميامي، وتوقفت في مطار واشنطن دالاس الدولي. حتى عام 2003، واصلت الخطوط الجوية الفرنسية والخطوط الجوية البريطانية تشغيل خدمات نيويورك اليومية. من عام 1987 إلى 2003، حلقت الخطوط الجوية البريطانية صباح يوم السبت بخدمة كونكورد إلى مطار جرانتلي آدمز الدولي، بربادوس، خلال موسم العطلات الصيفية والشتوية.
قبل تحطم الخطوط الجوية الفرنسية - باريس، قام العديد من منظمي الرحلات السياحية في المملكة المتحدة وفرنسا بتشغيل رحلات مستأجرة إلى وجهات أوروبية على أساس منتظم؛ اعتبرت شركة الخطوط الجوية البريطانية والخطوط الجوية الفرنسية أن الأعمال المستأجرة مربحة.
في عام 1997، عقدت الخطوط الجوية البريطانية مسابقة ترويجية للاحتفال بالذكرى العاشرة لانتقال الشركة إلى القطاع الخاص. كان العرض عبارة عن يانصيب للسفر إلى نيويورك يحمل 190 تذكرة بقيمة 5400 جنيه إسترليني لكل منها، على أن يتم تقديمها بسعر 10 جنيهات إسترلينية. كان على المتسابقين الاتصال بخط ساخن خاص للتنافس مع ما يصل إلى 20 مليون شخص.

### التقاعد

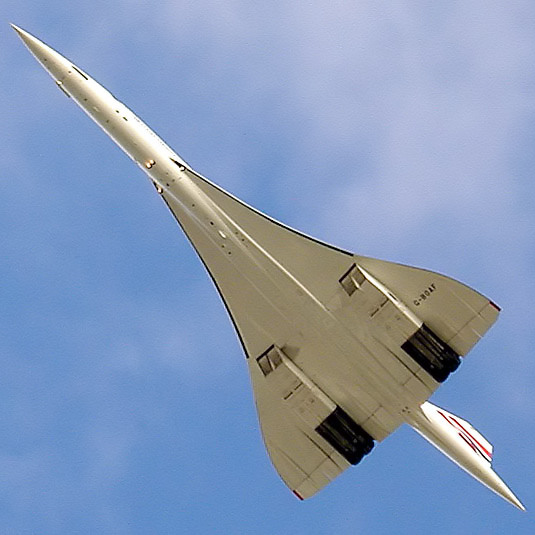
رحلة الكونكورد الأخيرة: (G-BOAF) من هيثرو إلى بريستول، في 26 نوفمبر 2003. إن نسبة الدقة العالية للغاية لجسم الطائرة واضحة.

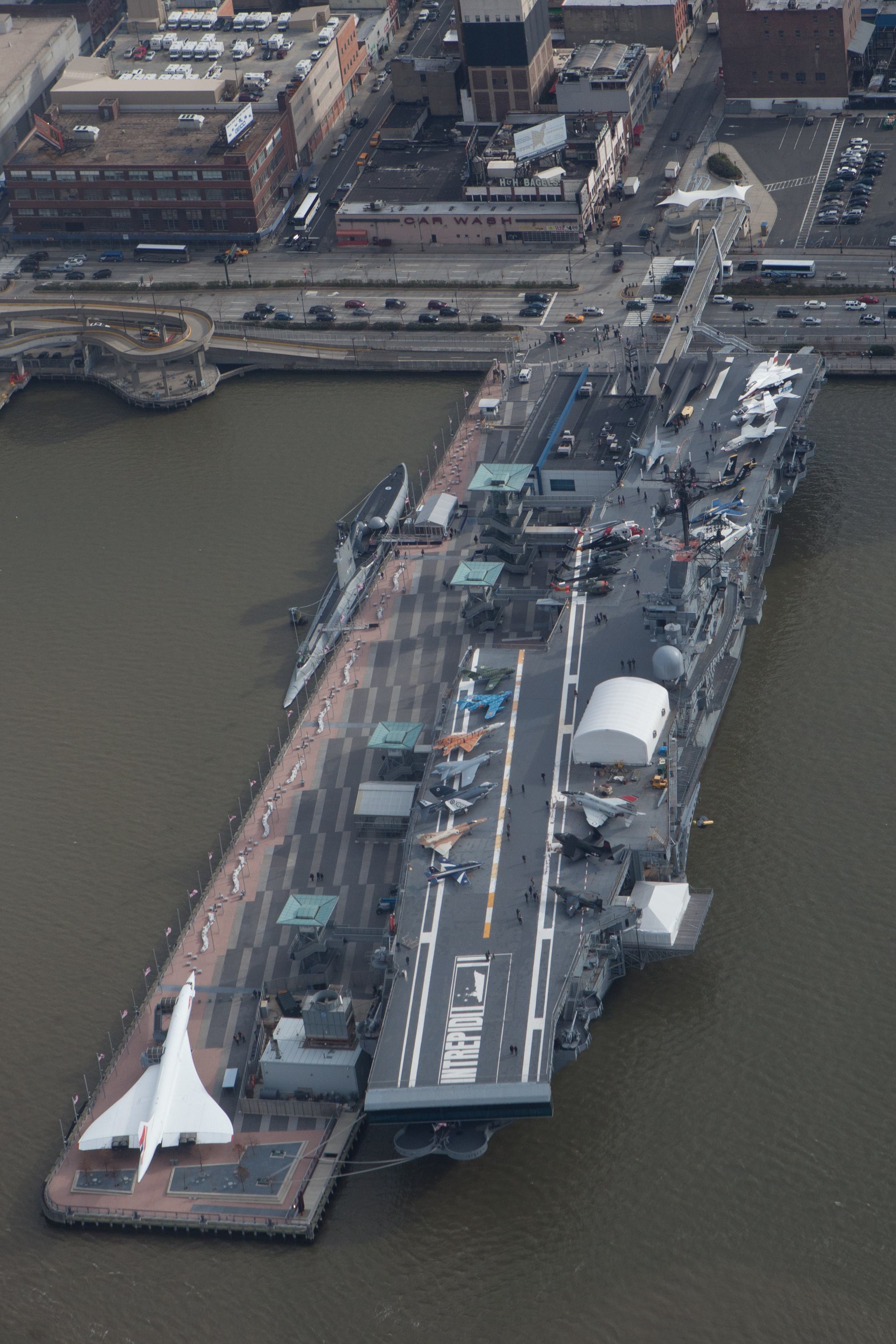
كونكورد في متحف انترابيد في مدينة نيويورك

في 10 أبريل 2003، أعلنت الخطوط الجوية الفرنسية والخطوط الجوية البريطانية في وقت واحد أنهما ستقاعدان الكونكورد في وقت لاحق من ذلك العام. وأشاروا إلى انخفاض أعداد الركاب بعد تحطم 25 يوليو 2000، والتراجع في السفر الجوي بعد هجمات 11 سبتمبر، وارتفاع تكاليف الصيانة: اتخذت شركة إيرباص، الشركة التي استحوذت على ايروسباسيال في عام 2000، قرارًا في عام 2003 بعدم توفير قطع غيار. للطائرة. على الرغم من أن كونكورد كان متقدمًا تقنيًا عند تقديمه في السبعينيات، 30 بعد سنوات، كانت قمرة القيادة التناظرية قديمة. كان هناك القليل من الضغط التجاري لتحديث الكونكورد بسبب نقص الطائرات المنافسة، على عكس الطائرات الأخرى في نفس الحقبة مثل بوينغ 747. عند تقاعدها، كانت آخر طائرة في أسطول الخطوط الجوية البريطانية لديها مهندس طيران؛ الطائرات الأخرى، مثل تحديث 747-400، ألغت الدور.
في 11 أبريل 2003، أعلن مؤسس شركة فيرجن أتلانتيك السير ريتشارد برانسون أن الشركة مهتمة بشراء أسطول كونكورد التابع للخطوط الجوية البريطانية «بنفس السعر الذي حصلوا عليه مقابل - جنيه واحد». رفضت شركة الخطوط الجوية البريطانية الفكرة، مما دفع شركة فيرجن لزيادة عرضها إلى واحد مليون جنيه إسترليني لكل منهما. ادعى برانسون أنه عندما تمت خصخصة شركة الخطوط الجوية البريطانية، طلب منها بند في الاتفاقية السماح لشركة طيران بريطانية أخرى بتشغيل كونكورد إذا توقفت شركة الخطوط الجوية البريطانية عن القيام بذلك، لكن الحكومة نفت وجود مثل هذا البند. في أكتوبر 2003، كتب برانسون في ذي إيكونوميست أن عرضه النهائي كان «أكثر من 5 جنيهات إسترلينية مليون» وأنه كان ينوي تشغيل الأسطول«لسنوات عديدة قادمة». تم خنق فرص إبقاء كونكورد في الخدمة بسبب عدم دعم شركة إيرباص للصيانة المستمرة.
لقد تم اقتراح أن كونكورد لم يتم سحبها للأسباب التي عادة ما يتم تقديمها ولكن أصبح من الواضح أثناء تأسيس كونكورد أن شركات الطيران يمكن أن تحقق المزيد من الأرباح بنقل ركاب من الدرجة الأولى دون سرعة الصوت. تم الاستشهاد بعدم وجود التزام تجاه كونكورد من مدير الهندسة آلان ماكدونالد على أنه قوض عزم شركة الخطوط الجوية البريطانية على مواصلة تشغيل الكونكورد.
الأسباب الأخرى وراء عدم حدوث محاولة إحياء الكونكورد أبدًا تتعلق بحقيقة أن جسم الطائرة الضيق لم يسمح بميزات «الرفاهية» للسفر الجوي دون سرعة الصوت مثل المساحة المتحركة والمقاعد القابلة للإمالة والراحة العامة. على حد تعبير ديف هول من صحيفةالغارديان، «كانت كونكورد فكرة عفا عليها الزمن عن الهيبة جعلت السرعة المطلقة هي الرفاهية الوحيدة للسفر الأسرع من الصوت.»
ساهم الانكماش العام في صناعة الطيران التجاري بعد هجمات 11 سبتمبر في عام 2001 وانتهاء دعم الصيانة لشركة كونكورد من قبل شركة إيرباص، التي خلفت شركة ايروسباسيال، في تقاعد الطائرة.

#### الخطوط الجوية الفرنسية

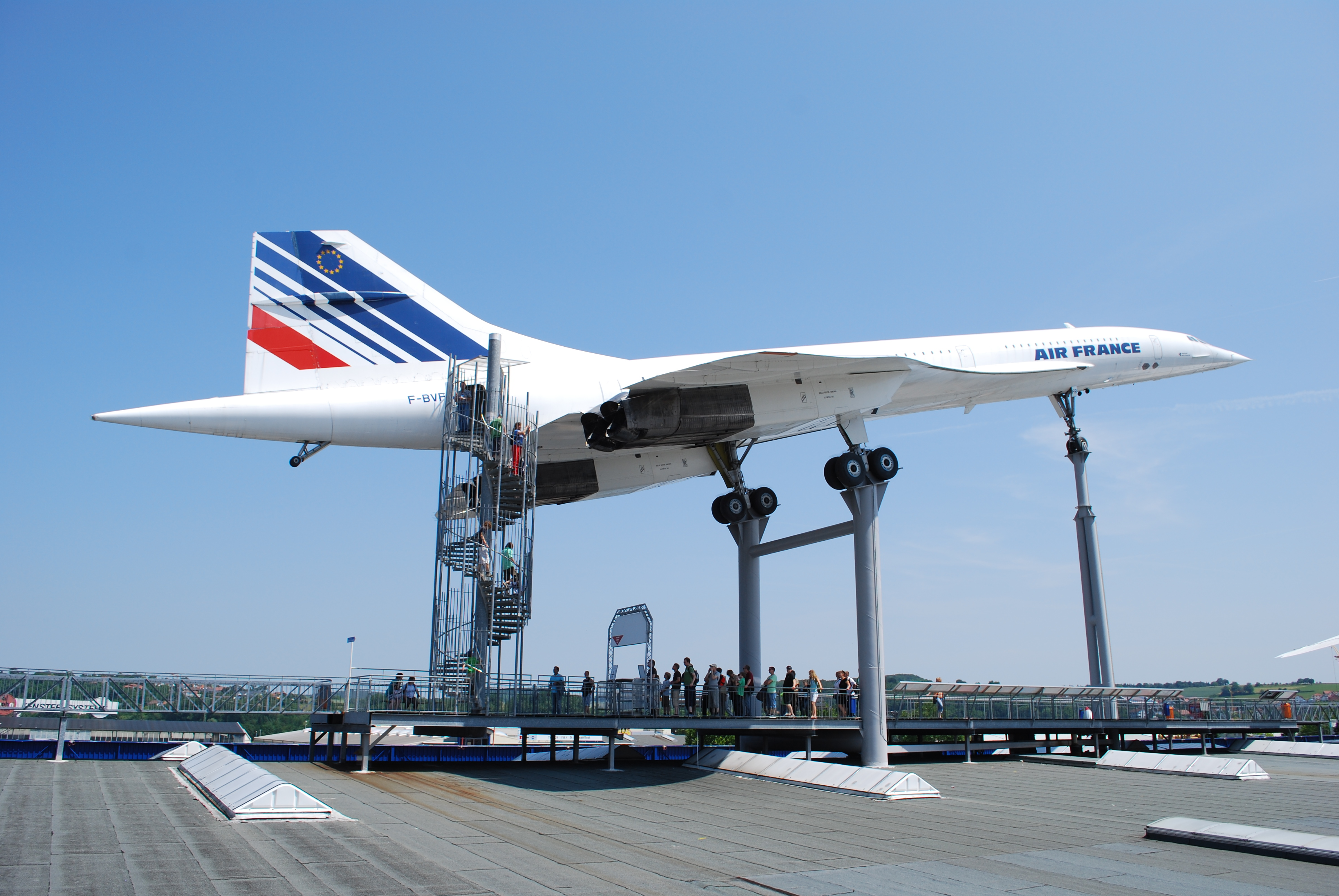
كونكورد الخطوط الجوية الفرنسية في متحف سينسهايم للسيارات والتكنيك

قامت الخطوط الجوية الفرنسية بهبوطها الأخير من طراز كونكورد التجاري في الولايات المتحدة في مدينة نيويورك من باريس في 30 مايو 2003. أقيمت رحلة الكونكورد الأخيرة لشركة الخطوط الجوية الفرنسية في 27 يونيو 2003 عندما تقاعد (F-BVFC) إلى تولوز.
أقيم مزاد لقطع غيار الكونكورد وتذكارات لشركة الخطوط الجوية الفرنسية في كريستيز في باريس في 15 نوفمبر 2003؛ حضر 1300 شخص، وتجاوزت عدة مرات قيمهم المتوقعة. تقاعدت شركة كونكورد (F-BVFC) الفرنسية إلى تولوز واستمرت في العمل لفترة قصيرة بعد انتهاء الخدمة، في حالة الحاجة إلى تشغيل سيارات الأجرة لدعم التحقيق القضائي الفرنسي في حادث تحطم 2000. الطائرة الآن تقاعدت بالكامل ولم تعد تعمل.
تم إحالة طائرة كونكورد (F-BTSD) الفرنسية إلى («Musée de l'Air») في مطار باريس لو بورجيه بالقرب من باريس؛ على عكس متحف الكونكوردز الآخر، يتم الاحتفاظ ببعض الأنظمة قيد التشغيل. على سبيل المثال، لا يزال من الممكن خفض ورفع «الأنف المتدلي» الشهير. أدى ذلك إلى انتشار شائعات عن إمكانية استعدادهم للرحلات المستقبلية للمناسبات الخاصة.
توجد طائرة كونكورد (F-BVFB) الفرنسية في متحف سينسهايم تكنيك في سينسهايم بألمانيا، بعد رحلتها الأخيرة من باريس إلى بادن بادن، تليها رحلة نقل رائعة إلى سينسهايم عبر المراكب والطرق. يحتوي المتحف أيضًا على توبوليف تي يو 144 معروضًا - هذا هو المكان الوحيد الذي يمكن فيه رؤية كلتا الطائرتين الأسرع من الصوت معًا.
في عام 1989، وقعت الخطوط الجوية الفرنسية خطاب اتفاق للتبرع بطائرة كونكورد للمتحف الوطني للطيران والفضاء في واشنطن العاصمة عند تقاعد الطائرة. في 12 يونيو 2003، كرمت الخطوط الجوية الفرنسية هذه الاتفاقية، حيث تبرعت كونكورد (F-BVFA) (المسلسل 205) للمتحف عند الانتهاء من رحلتها الأخيرة. كانت هذه الطائرة أول طائرة كونكورد تابعة للخطوط الجوية الفرنسية تفتح خدماتها إلى ريو دي جانيرو وواشنطن العاصمة ونيويورك، وقد طارت 17824 ساعة. يتم عرضه في مركز ستيفن إف أودفار-هيزي التابع لمؤسسة سميثسونيان في مطار دالاس.

#### الخطوط الجوية البريطانية

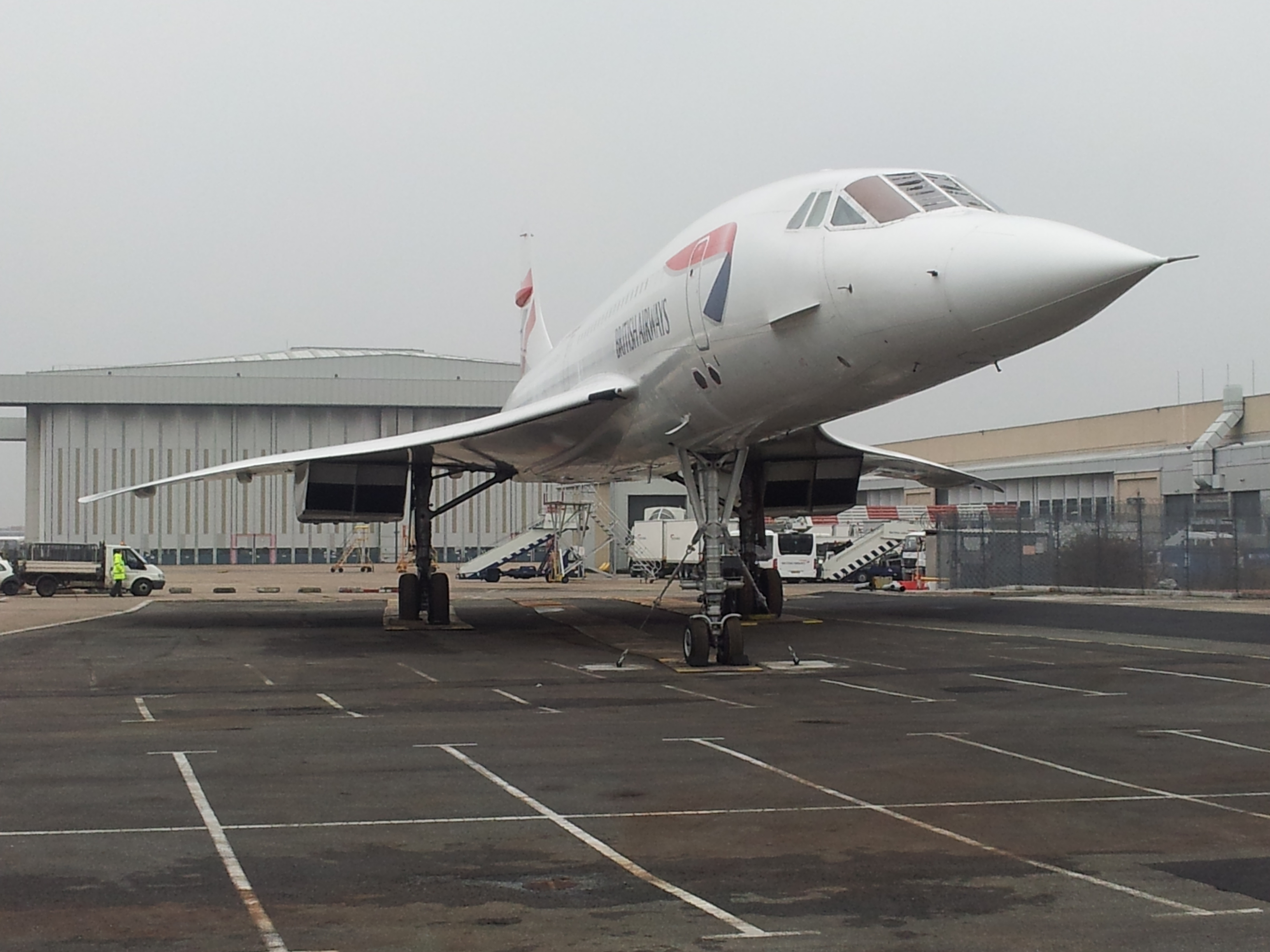
كونكورد الخطوط البريطانية (G-BOAB) في مطار هيثرو بلندن. حلقت هذه الطائرة لمدة 22,296 ساعة بين أول رحلة لها في عام 1976 ورحلتها الأخيرة في عام 2000، وظلت هناك منذ ذلك الحين.

أجرت الخطوط الجوية البريطانية جولة وداع في أمريكا الشمالية في أكتوبر 2003. زارت (G-BOAG) مطار تورونتو بيرسون الدولي في 1 أكتوبر، وبعد ذلك طار إلى مطار جون إف كينيدي الدولي في نيويورك. زارت (G-BOAD) مطار لوغان الدولي في بوسطن في 8 أكتوبر، وزارت (G-BOAG) مطار واشنطن دالاس الدولي في 14 أكتوبر.
في أسبوع من رحلات الوداع حول المملكة المتحدة، زارت كونكورد برمنغهام في 20 أكتوبر، وبلفاست في 21 أكتوبر، ومانشستر في 22 أكتوبر، وكارديف في 23 أكتوبر، وإدنبرة في 24 أكتوبر. كل يوم تقوم الطائرة برحلة العودة والعودة إلى مطار هيثرو إلى المدن، وغالبًا ما تحلق فوقها على ارتفاع منخفض. في 22 أكتوبر، هبطت كل من رحلة كونكورد (BA9021C)، وهي طائرة خاصة من مانشستر، و (BA002) من نيويورك في وقت واحد على كلا مدرج مطار هيثرو. في 23 أكتوبر 2003، وافقت الملكة على إضاءة قلعة وندسور، وهو شرف مخصص لأحداث الدولة وكبار الشخصيات الزائرة، حيث غادرت آخر رحلة تجارية لكونكورد متجهة إلى الغرب من لندن.
تقاعدت الخطوط الجوية البريطانية من أسطولها من طائرات الكونكورد في 24 أكتوبر 2003. غادرت (G-BOAG) نيويورك في ضجة مماثلة لتلك التي أعطيت لـ (F-BTSD) التابعة للخطوط الجوية الفرنسية، في حين قامت رحلتان أخريان ذهابًا وإيابًا، (G-BOAF) فوق خليج بسكاي، وتحمل ضيوفًا من كبار الشخصيات بما في ذلك طيارو الكونكورد السابقون، و (G-BOAE) إلى إدنبرة. ثم حلقت الطائرات الثلاث فوق لندن، بعد أن حصلت على إذن خاص بالتحليق على ارتفاع منخفض، قبل أن تهبط بالتتابع في مطار هيثرو. كان قبطان رحلة نيويورك إلى لندن مايك بانيستر. حدثت الرحلة الأخيرة لطائرة كونكورد في الولايات المتحدة في 5 نوفمبر 2003 عندما طارت (G-BOAG) من مطار جون إف كينيدي في نيويورك إلى حقل بوينغ فيلد في سياتل للانضمام إلى مجموعة متحف الطيران الدائمة. تم قيادة الطائرة بواسطة مايك بانيستر وليه برودي، اللذان زعموا أن زمن الرحلة هو ثلاث ساعات و 55 دقيقة و 12 ثانية، وهو رقم قياسي بين المدينتين الذي جعلته كندا ممكنة باستخدام ممر أسرع من الصوت بين تشيبوغاماو وكيبيك ونهر السلام، ألبرتا. كان المتحف يطارد كونكورد لجمعه منذ عام 1984. تمت الرحلة الأخيرة لطائرة كونكورد في جميع أنحاء العالم في 26 نوفمبر 2003 بهبوط في فيلتون، بريستول، المملكة المتحدة.
تم تأريض جميع أسطول شركة كونكورد التابع لمكتبة الإسكندرية، واستنزاف السوائل الهيدروليكية وسحب شهادات صلاحيتها للطيران. جوك لوي، طيار كونكورد السابق ومدير الأسطول، قدّر في عام 2004 أنه سيكلف 10-15 جنيهًا إسترلينيًا مليون لجعل (G-BOAF) صالحة للطيران مرة أخرى. تحتفظ الخطوط الجوية البريطانية بالملكية وقد ذكرت أنها لن تطير مرة أخرى بسبب نقص الدعم من شركة إيرباص. في 1 ديسمبر 2003، أقامت بونهامز مزادًا لقطع أثرية تابعة للخطوط الجوية البريطانية من طراز كونكورد، بما في ذلك مخروط الأنف، في كينسينجتون أولمبيا في لندن. تم جمع عائدات بلغت حوالي 750.000 جنيه إسترليني، وذهب معظمها إلى الأعمال الخيرية. يتم عرض (G-BOAD) حاليًا في متحف مغامرات البحر والجو والفضاء في نيويورك. في عام 2007، أعلنت الخطوط الجوية البريطانية أنه لن يتم الاحتفاظ بالموقع الإعلاني في مطار هيثرو حيث يوجد نموذج مصغر بنسبة 40٪ من كونكورد؛ النموذج معروض الآن في متحف بروكلاندز، في ساري، إنجلترا.

### يعرض وترميم
تم استخدام كونكورد (G-BBDG) لاختبار الطيران والعمل التجريبي. تم تقاعده في عام 1981 ثم استخدم فقط لقطع الغيار. تم تفكيكها ونقلها عن طريق البر من فيلتون إلى متحف بروكلاندز في ساري حيث تم ترميمها من قذيفة في الأساس. يظل مفتوحًا لزوار المتحف، وهو يرتدي كسوة (Negus & Negus) الأصلي الذي كان يرتديه أسطول الكونكورد خلال سنوات خدمتهم الأولى مع مكتبة الإسكندرية.
لم يتم تعديل طائرة كونكورد (G-BOAB)، الملقبة بـ «ألفا برافو» (Alpha Bravo)، وعادت للخدمة مع بقية أسطول الخطوط الجوية البريطانية، وظلت في مطار هيثرو في لندن منذ رحلتها الأخيرة، وهي رحلة معدية من مطار جون كنيدي في عام 2000. على الرغم من أن الطائرة قد تقاعدت فعليًا، فقد تم استخدام (G-BOAB) كطائرة اختبار لتصميمات (Project Rocket) الداخلية التي كانت في طور الإضافة إلى بقية أسطول الخطوط الجوية البريطانية. تم سحب مركب (G-BOAB) حول مطار هيثرو في مناسبات مختلفة؛ يشغل حاليًا مساحة في ساحة المطار ويمكن رؤيته بانتظام للطائرات التي تتحرك في جميع أنحاء المطار.
يتم عرض واحدة من أصغر طائرات الكونكورد (F-BTSD) في متحف لو بورجيه للطيران والفضاء في باريس. في فبراير 2010، أُعلن أن المتحف ومجموعة من الفنيين المتطوعين في الخطوط الجوية الفرنسية يعتزمون استعادة (F-BTSD) حتى تتمكن من التاكسي تحت سلطتها الخاصة. في مايو 2010، أفيد أن مجموعة البريطانية (Save Concorde Group) ومجموعة أوليمبوس الفرنسية 593 قد بدأت في فحص محركات كونكورد في المتحف الفرنسي؛ كان هدفهم هو إعادة الطائرة إلى حالة يمكن أن تطير فيها أثناء المظاهرات.
يشكل (G-BOAF) محور متحف بريستول للفضاء في فيلتون، والذي تم افتتاحه للجمهور في عام 2017.

## المشغلين
- الخطوط الجوية الفرنسية
- الخطوط الجوية البريطانية
- قامت شركة خطوط برانيف الدولية بتشغيل الكونكورد بين واشنطن / دالاس ودالاس / إف تي. تستحق المطارات الدولية، التي تستخدم رحلاتها وطاقمها الخاص، بموجب تأمينها الخاص ورخصة المشغل. تم وضع الملصقات التي تحتوي على تسجيل أمريكي فوق التسجيلات الفرنسية والبريطانية للطائرة أثناء كل دورة، ووضعت لافتة بشكل مؤقت خلف قمرة القيادة للدلالة على رخصة المشغل والمشغل.[232]
- وضعت الخطوط الجوية السنغافورية كسوتها على الجانب الأيسر من كونكورد (G-BOAD)، وعقدت اتفاقية تسويق مشتركة شهدت شارات سنغافورة على تجهيزات المقصورة، بالإضافة إلى مضيفات شركة الطيران ("Singapore Girl") التي شاركت في مهام المقصورة مع مضيفات الخطوط الجوية البريطانية. ظلت جميع أطقم الرحلات والعمليات والتأمينات تحت إشراف الخطوط الجوية البريطانية فقط، ومع ذلك، لم تقم الخطوط الجوية السنغافورية في أي وقت بتشغيل خدمات كونكورد بموجب شهادة المشغل الخاص بها، ولم تستأجر طائرة. استمر هذا الترتيب في البداية لثلاث رحلات فقط، تم إجراؤها – 9-13 ديسمبر 1977؛ استؤنفت لاحقًا في 24 يناير 1979، وعملت حتى 1 نوفمبر 1980. تم استخدام كسوة سنغافورة على (G-BOAD) من عام 1977 إلى عام 1980.[233]

## الحوادث والحوادث

### رحلة الخطوط الجوية الفرنسية 4590
في 25 يوليو 2000، تحطمت رحلة الخطوط الجوية الفرنسية رقم 4590، المسجلة (F-BTSC)، في جونيس، فرنسا، بعد مغادرتها مطار شارل ديغول في طريقها إلى مطار جون إف كينيدي الدولي في مدينة نيويورك، مما أسفر عن مقتل جميع الركاب المائة وأفراد الطاقم التسعة. على متنها بالإضافة إلى أربعة أشخاص على الأرض. كان الحادث الوحيد المميت الذي تورط فيه الكونكورد. أدى هذا الحادث أيضًا إلى الإضرار بسمعة كونكورد وتسبب في قيام كل من الخطوط الجوية البريطانية والخطوط الجوية الفرنسية بإيقاف أساطيلها مؤقتًا حتى يتم إجراء التعديلات التي تضمنت تقوية المناطق المتضررة من الطائرة.
وفقًا للتحقيق الرسمي الذي أجراه مكتب التحقيق والتحليل لسلامة الطيران المدني (BEA)، فإن الحادث كان بسبب شريط معدني سقط من طائرة كونتيننتال إيرلاينز دي سي-10 التي أقلعت قبل دقائق. ثقب هذا الجزء إطارًا في عربة العجلات اليسرى الرئيسية في الكونكورد أثناء الإقلاع. انفجر الإطار، واصطدمت قطعة من المطاط بخزان الوقود، مما أدى إلى تسرب الوقود واندلاع حريق. قام الطاقم بإغلاق المحرك رقم 2 استجابةً لتحذير الحريق، ومع ارتفاع المحرك رقم 1 وإنتاج القليل من الطاقة، لم تتمكن الطائرة من تحقيق الارتفاع أو السرعة. دخلت الطائرة في حالة انحدار سريع ثم هبوط مفاجئ، وتدحرجت يسارًا وتحطمت ذيلًا منخفضًا في فندق (Hôtelissimo Les Relais Bleus) في غونيس.
كان الادعاء بأن الشريط المعدني تسبب في تحطم الطائرة موضع نزاع خلال المحاكمة من قبل الشهود (بما في ذلك قائد طائرة السابق الرئيس الفرنسي جاك شيراك التي هبطت لتوها على مدرج مجاور عندما اشتعلت النيران في الرحلة 4590) ومن قبل تلفزيون فرنسي مستقل. توصل التحقيق إلى أن فاصل العجلة لم يتم تركيبه في العتاد الرئيسي على الجانب الأيسر وأن الطائرة اشتعلت فيها النيران على بعد حوالي 1000 قدم من مكان وضع الشريط المعدني. نظر المحققون البريطانيون وطياري الكونكورد الفرنسيون السابقون في العديد من الاحتمالات الأخرى التي تجاهلها تقرير مكتب التحقيق والتحليل لسلامة الطيران المدني (BEA)، بما في ذلك التوزيع غير المتوازن للوزن في خزانات الوقود ومعدات الهبوط السائبة. لقد توصلوا إلى استنتاج مفاده أن الكونكورد انحرفت عن مسارها على المدرج، مما قلل من سرعة الإقلاع إلى ما دون الحد الأدنى الحاسم. قال جون هاتشينسون، الذي عمل كقبطان كونكورد لمدة 15 عامًا مع الخطوط الجوية البريطانية، «كان يجب أن يكون الحريق بمفرده» قابلاً للنجاة بشكل بارز؛ كان يجب أن يكون الطيار قادرًا على التحليق في طريقه للخروج من المتاعب«، لو لم يحدث ذلك. كان بسبب» مزيج مميت من الخطأ التشغيلي و«الإهمال» من قبل إدارة الصيانة في الخطوط الجوية الفرنسية«لا أحد يريد التحدث عنه».
في 6 ديسمبر 2010، أدين كونتيننتال إيرلاينز وجون تايلور، وهو ميكانيكي قام بتركيب الشريط المعدني، بالقتل غير العمد؛ ومع ذلك، في 30 نوفمبر 2012، ألغت محكمة فرنسية الإدانة، قائلة إن أخطاء كونتيننتال وتايلور لم تجعلهم مسؤولين جنائياً.
قبل وقوع الحادث، يمكن القول إن كونكورد كانت أكثر طائرات الركاب التشغيلية أمانًا في العالم مع عدم وجود وفيات للركاب لكل كيلومتر تم قطعه؛ ولكن كان هناك حادثان سابقان غير مميتين ومعدل تلف الإطارات أعلى بنحو 30 مرة من الطائرات دون سرعة الصوت من 1995 إلى 2000. تم إجراء تحسينات على السلامة في أعقاب الحادث، بما في ذلك أدوات تحكم كهربائية أكثر أمانًا، وبطانة كيفلر على خزانات الوقود وإطارات مطورة خصيصًا مقاومة للانفجار. غادرت الرحلة الأولى مع التعديلات من مطار لندن هيثرو في 17 يوليو 2001، بقيادة رئيس شركة كونكورد بايلوت مايك بانيستر. خلال الرحلة التي استغرقت 3 ساعات و 20 دقيقة فوق منتصف المحيط الأطلسي باتجاه أيسلندا، وصل بانيستر إلى 2.02 ماخ و 60,000 قدم (18,000 م) ماخ. قبل العودة إلى سلاح الجو الملكي البريطاني بريز نورتون. تم الإعلان عن نجاح الرحلة التجريبية، التي كان الهدف منها أن تشبه طريق لندن - نيويورك، وشاهدتها الحشود على الأرض في كلا الموقعين على الهواء مباشرة.
هبطت أول رحلة ركاب بعد عام 2000 بسبب تعديلات السلامة قبل وقت قصير من هجمات مركز التجارة العالمي في الولايات المتحدة. لم تكن هذه رحلة تجارية: جميع الركاب كانوا موظفين في الخطوط الجوية البريطانية. استؤنفت العمليات التجارية العادية في 7 نوفمبر 2001 من قبل الخطوط البريطانية والخطوط الفرنسية (طائرات (G-BOAE) و (F-BTSD)، مع خدمة نيويورك جون كينيدي، حيث استقبل العمدة رودي جولياني الركاب.

### حوادث وحوادث أخرى

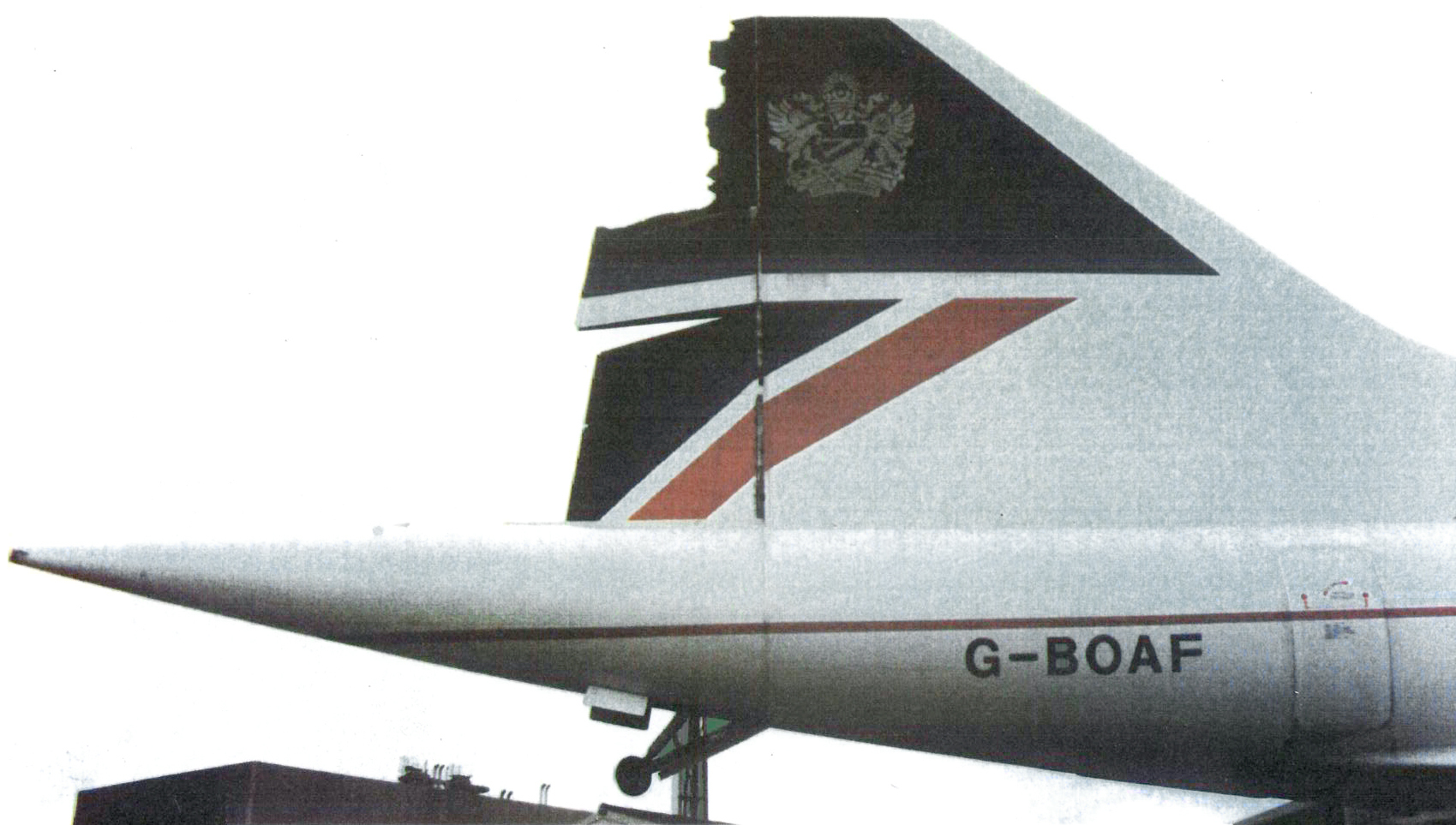
الأضرار التي لحقت بدفة الكونكورد بعد حادث 1989

عانت كونكورد من حادثين سابقين غير مميتين كانا متشابهين مع بعضهما البعض.
- 12 أبريل 1989: عانى كونكورد من التسجيل البريطاني، (G-BOAF)، على متن رحلة مستأجرة من كرايستشيرش، نيوزيلندا، إلى سيدني، من فشل هيكلي في الرحلة بسرعة تفوق سرعة الصوت. عندما كانت الطائرة تتسلق وتتسارع من خلال ماخ 1.7، سمع صوت «جلبة». لم يلاحظ الطاقم أي مشاكل في المناولة، وافترضوا أن الصوت الذي سمعوه كان زيادة طفيفة في المحرك. لم تتم مواجهة أي صعوبة أخرى حتى الهبوط على 40,000 قدم (12,000 م) بسرعة 1.3 ماخ، عندما تم الشعور بالاهتزاز في جميع أنحاء الطائرة، لمدة دقيقتين إلى ثلاث دقائق. تم فصل معظم الدفة العلوية عن الطائرة في هذه المرحلة. لم يتأثر التعامل مع الطائرات، وهبطت الطائرة بأمان في سيدني. خلص فرع التحقيق في الحوادث الجوية في المملكة المتحدة (AAIB) إلى أن جلد الدفة كان منفصلاً عن هيكل الدفة على مدار فترة زمنية قبل وقوع الحادث بسبب تسرب الرطوبة عبر المسامير في الدفة. علاوة على ذلك، لم يتبع طاقم الإنتاج الإجراءات المناسبة أثناء تعديل الدفة في وقت سابق، ولكن كان من الصعب الالتزام بالإجراءات.[241] تم إصلاح الطائرة وإعادتها إلى الخدمة.[241]
- 21 مارس 1992: عانى كونكورد من التسجيل البريطاني، (G-BOAB)، في رحلة مجدولة من لندن إلى نيويورك، أيضًا من فشل هيكلي في الرحلة بسرعة تفوق سرعة الصوت. أثناء الإبحار في 2 ماخ، على ارتفاع حوالي 53,000 قدم (16,000 م) فوق مستوى سطح البحر، سمع الطاقم «ضربة». لم يلاحظ أي صعوبات في التعامل، ولم تعط أي أدوات أي مؤشرات غير منتظمة. اشتبه هذا الطاقم أيضًا في حدوث زيادة طفيفة في المحرك. بعد ساعة واحدة، أثناء الهبوط وأثناء التباطؤ إلى ما دون 1.4 ماخ، بدأ اهتزاز «شديد» مفاجئ في جميع أنحاء الطائرة.[242] ساء الاهتزاز عندما تمت إضافة الطاقة إلى المحرك رقم 2، وتم تخفيفها عندما انخفضت قوة المحرك. قام الطاقم بإغلاق المحرك رقم 2 وهبوطًا ناجحًا في نيويورك، مشيرًا فقط إلى أن زيادة التحكم في الدفة كانت ضرورية لإبقاء الطائرة في مسارها المقصود. مرة أخرى، انفصل الجلد عن هيكل الدفة، مما أدى إلى فصل معظم الدفة العلوية أثناء الطيران. خلصت شعبة التحقيق في الحوادث الجوية (AAIB) إلى أن مواد الإصلاح قد تسربت إلى هيكل الدفة أثناء عملية إصلاح حديثة، مما أضعف الرابطة بين الجلد وهيكل الدفة، مما أدى إلى تكسيرها أثناء الطيران. جعل الحجم الكبير للإصلاح من الصعب إبقاء مواد الإصلاح خارج الهيكل، وقبل هذا الحادث، لم يتم تقدير شدة تأثير مواد الإصلاح هذه على هيكل وجلد الدفة.[242]
- أثبتت تجربة عام 2010 التي شاركت فيها شركة كونتيننتال إيرلاينز بشأن تحطم الرحلة 4590 أنه من عام 1976 حتى الرحلة 4590، كان هناك 57 حالة عطل في الإطارات تتعلق بطائرات كونكورد أثناء الإقلاع، بما في ذلك حادث قريب في مطار دالاس في 14 يونيو 1979 شمل رحلة الخطوط الجوية الفرنسية 54 حيث يوجد إطار. اخترق الانفجار خزان وقود الطائرة وألحق أضرارًا بمحرك جانب الميناء والكابلات الكهربائية، مع فقدان اثنين من الأنظمة الهيدروليكية للمركبة.[250]

## طائرة معروضة

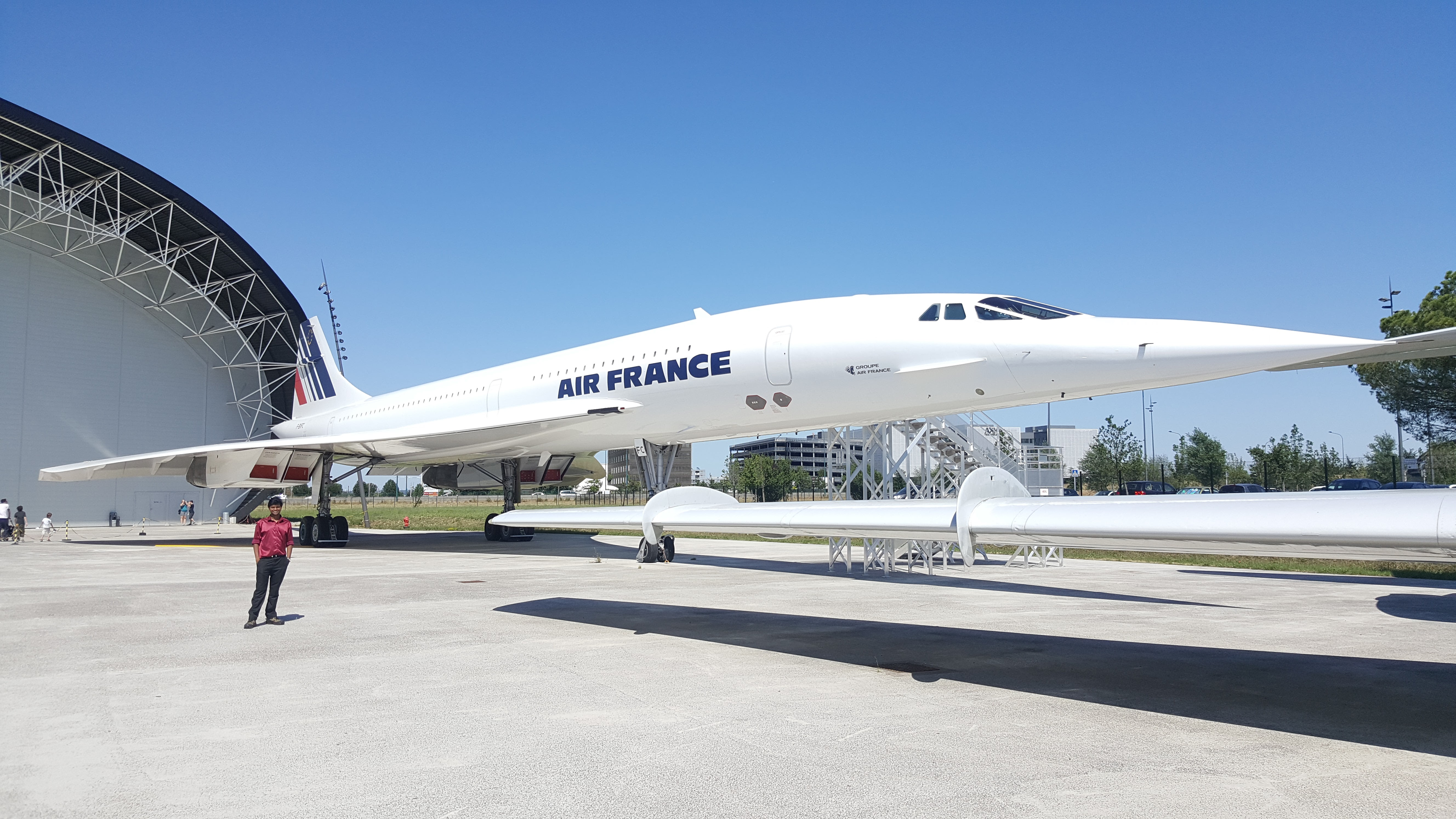
كونكورد معروضًا في متحف إيرباص، تولوز، فرنسا

من بين 20 طائرة تم بناؤها، لا تزال 18 طائرة في حالة جيدة.
| تسجيل  | كسوة                     | موقع                                        |
| ------ | ------------------------ | ------------------------------------------- |
| G-AXDN | الخطوط الجوية البريطانية | كامبريدج، إنجلترا                           |
| G-BBDG | الخطوط الجوية البريطانية | ساري، إنجلترا                               |
| G-BOAA | الخطوط الجوية البريطانية | شمال بيرويك، اسكتلندا                       |
| G-BOAB | الخطوط الجوية البريطانية | هيثرو، إنجلترا                              |
| G-BOAC | الخطوط الجوية البريطانية | مانشستر، إنجلترا                            |
| G-BOAD | الخطوط الجوية البريطانية | نيويورك، الولايات المتحدة الأمريكية         |
| G-BOAE | الخطوط الجوية البريطانية | تشارنوك، بربادوس                            |
| G-BOAF | الخطوط الجوية البريطانية | فيلتون، إنجلترا                             |
| G-BOAG | الخطوط الجوية البريطانية | سياتل، الولايات المتحدة الأمريكية           |
| G-BSST | شركة الطائرات البريطانية | يوفيلتون، إنجلترا                           |
| F-BTSD | الخطوط الجوية الفرنسية   | لو بورجيه، فرنسا                            |
| F-BVFA | الخطوط الجوية الفرنسية   | دالاس، فيرجينيا، الولايات المتحدة الأمريكية |
| F-BVFB | الخطوط الجوية الفرنسية   | سينشيم، ألمانيا                             |
| F-BVFC | الخطوط الجوية الفرنسية   | بلاجناك، فرنسا                              |
| F-BVFF | الخطوط الجوية الفرنسية   | رواسي أون فرانس، فرنسا                      |
| F-WTSA | الخطوط الجوية الفرنسية   | اتيس مونز، فرنسا                            |
| F-WTSB | الخطوط الجوية الفرنسية   | بلاجناك، فرنسا                              |

## طائرات مماثلة

### توبوليف 144

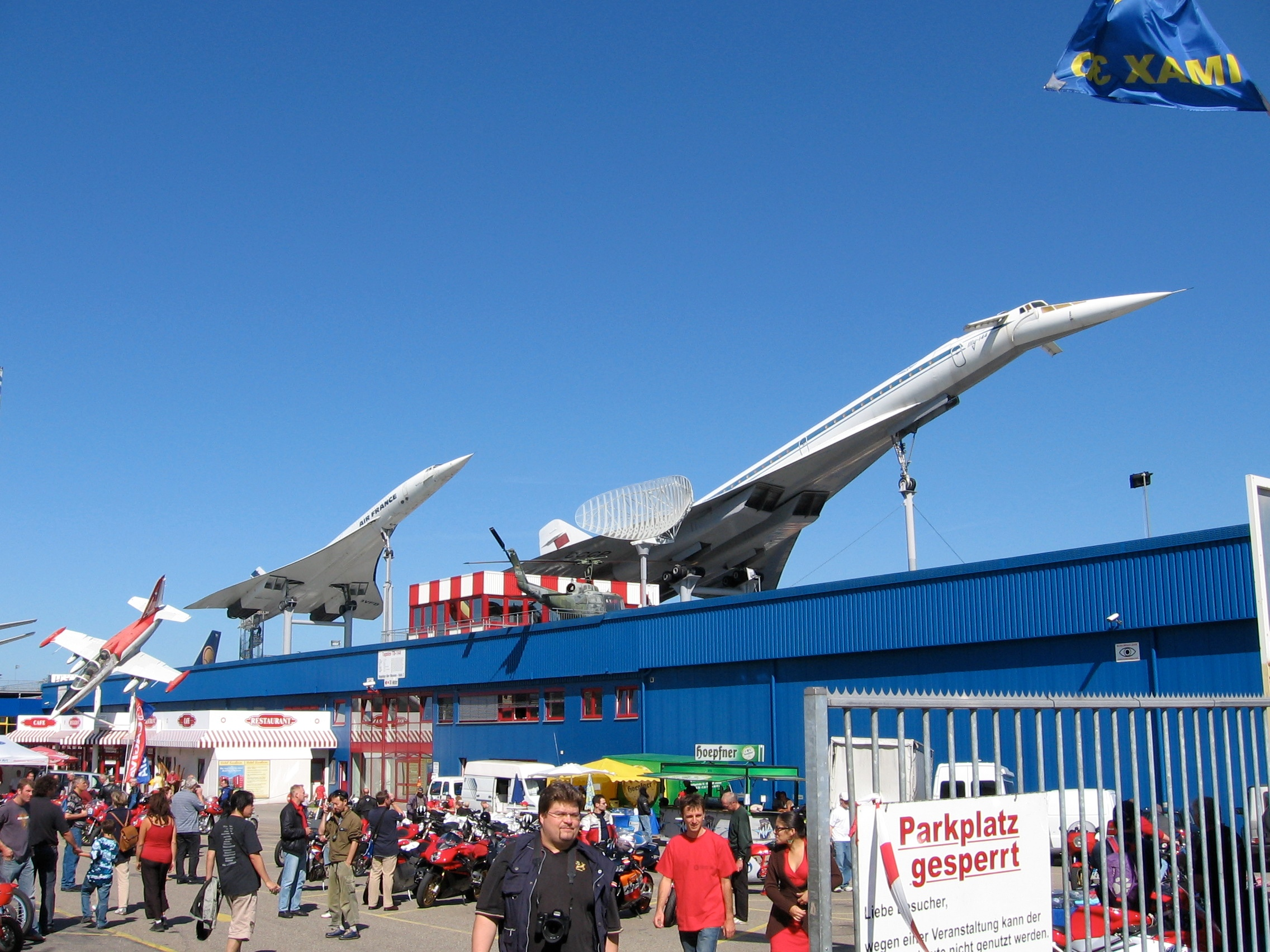
كونكورد (يسار) وتو -144 في متحف سينشيم للسيارات وتكنيك

رسم تخطيطي لطائرة بوينغ 2707 من 3 عروض

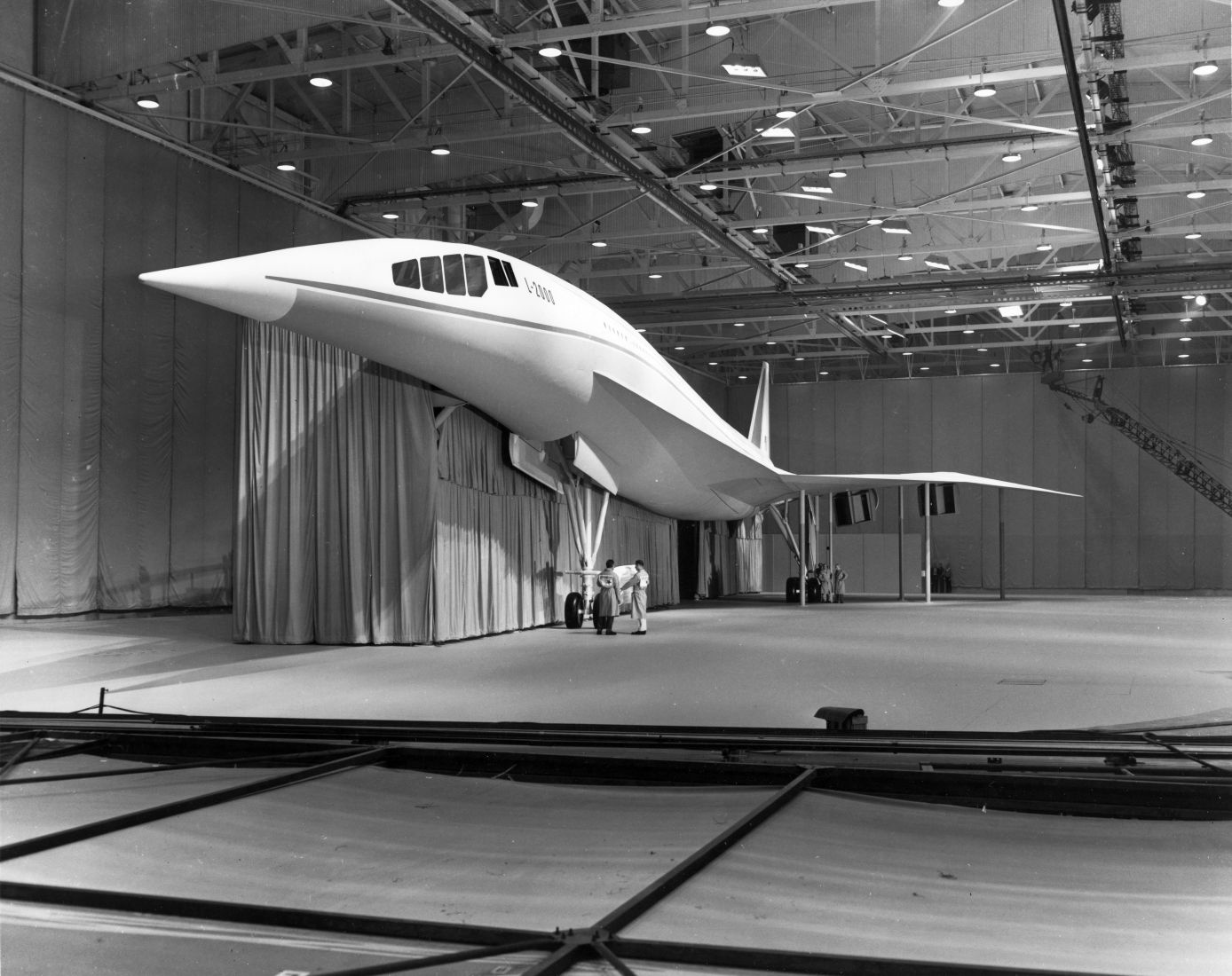
لوكهيد L-2000 بالحجم الطبيعي

كونكورد هو واحد من اثنين فقط من طرازات الطائرات الأسرع من الصوت التي تعمل تجارياً؛ والآخر هو توبوليف تي يو 144 السوفيتي الصنع، والذي تم تشغيله في أواخر السبعينيات. أطلق صحفيو أوروبا الغربية على الطائرة طراز تي يو 144 لقب "Concordski" بسبب تشابهها الخارجي مع طائرة كونكورد. زُعم أن جهود التجسس السوفياتي قد أدت إلى سرقة مخططات كونكورد، من المفترض أنها تساعد في تصميم طراز توبوليف 144. نتيجة لبرنامج التطوير المتسارع، كان النموذج الأولي الأول من طراز تي يو 144 مختلفًا اختلافًا كبيرًا عن آلات ما قبل الإنتاج، لكن كلاهما كان أكثر فظاظة من كونكورد. كان لدى تي يو 144 S مدى أقصر بكثير من كونكورد. عزا جان ريش، سود أفياشن، هذا إلى شيئين، محرك ثقيل للغاية مع مدخول أطول بمرتين من ذلك الموجود في الكونكورد، ومحركات توربوفان منخفضة الالتفافية مع نسبة تجاوز عالية للغاية والتي تحتاج إلى احتراق لاحق للرحلات البحرية. كان لدى الطائرة سيطرة ضعيفة على السرعات المنخفضة بسبب تصميم جناح أسرع من الصوت. بالإضافة إلى ذلك، تطلب طراز تي يو 144 وجود مظلات فرملة للهبوط بينما تستخدم كونكورد الفرامل المانعة للانغلاق. تعرضت الطائرة تي يو 144 لحادثتين، أحدهما في معرض باريس الجوي لعام 1973،  والآخر أثناء رحلة تجريبية قبل التسليم في مايو 1978.
كانت الإصدارات اللاحقة من طراز تي يو 144 أكثر دقة وتنافسية. كان لدى تي يو 144D محركات نفاثة من طراز كوليسوف RD-36-51 توفر كفاءة أكبر في استهلاك الوقود وسرعة الانطلاق ومدى أقصى يبلغ 6500 كم، بالقرب من أقصى مدى للكونكورد يبلغ 6667 كم. بدأت خدمة الركاب في نوفمبر 1977، ولكن بعد تحطم عام 1978، تم إخراج الطائرة من خدمة الركاب بعد 55 رحلة فقط، والتي نقلت ما معدله 58 راكبًا. كان للطراز تي يو 144 تصميم هيكلي غير آمن بطبيعته نتيجة لطريقة الإنتاج المؤتمتة التي تم اختيارها لتبسيط وتسريع التصنيع. تم إلغاء برنامج تي يو 144 من قبل الحكومة السوفيتية في 1 يوليو 1983.

### طائرة أسرع من الصوت وغيرها
التصميمات الأمريكية، مشروع «إس إس تي» (للنقل الأسرع من الصوت) كانت بوينغ 2707 ولوكهيد إل 2000. كان من المفترض أن تكون هذه أكبر، وتتسع لما يصل إلى 300 شخص. بعد سنوات قليلة من كونكورد، أعيد تصميم طائرة بوينغ 2707 على شكل دلتا تم اقتصاصها. ساعدت التكلفة الإضافية لهذه التغييرات على إنهاء المشروع. أظهر تشغيل الطائرات العسكرية الأمريكية مثل نماذج ماخ 3+ نورث أمريكان إكس بي-70 فالكيري والقاذفة النووية الاستراتيجية كونفير B-58 Hustler أن دوي اختراق الصوت كان قادرًا تمامًا على الوصول إلى الأرض، والتجربة من أوكلاهوما أدت اختبارات الطفرة الصوتية في المدينة إلى نفس المخاوف البيئية التي أعاقت النجاح التجاري للكونكورد. ألغت الحكومة الأمريكية مشروع (SST) في عام 1971، بعد أن أنفقت أكثر من واحد مليار دولار.

## تأثير

### بيئي
قبل تجارب طيران الكونكورد، تم قبول التطورات في صناعة الطيران المدني إلى حد كبير من قبل الحكومات وناخبيها. معارضة ضجيج كونكورد، لا سيما على الساحل الشرقي للولايات المتحدة، صاغت أجندة سياسية جديدة على جانبي المحيط الأطلسي، حيث بدأ العلماء وخبراء التكنولوجيا عبر العديد من الصناعات في اتخاذ الإجراءات البيئية والاجتماعية. تأثير أكثر جدية. على الرغم من أن كونكورد أدى مباشرة إلى إدخال برنامج عام للحد من الضوضاء للطائرات التي تقلع من مطار جون إف كينيدي، وجد الكثيرون أن كونكورد كانت أهدأ مما كان متوقعًا، ويرجع ذلك جزئيًا إلى قيام الطيارين مؤقتًا بخنق محركاتهم لتقليل الضوضاء أثناء التحليق فوق المناطق السكنية. حتى قبل بدء الرحلات الجوية التجارية، قيل إن كونكورد أكثر هدوءًا من العديد من الطائرات الأخرى. في عام 1971، نُقل عن المدير الفني لشركة الطائرات البريطانية (BAC) قوله: «من المؤكد وفقًا للأدلة والحسابات الحالية أنه في سياق المطار، لن يكون إنتاج طائرات كونكورد أسوأ من الطائرات الموجودة حاليًا في الخدمة وستكون في الواقع أفضل من العديد منها».
أنتجت كونكورد أكاسيد النيتروجين في عادمها، والتي، على الرغم من التفاعلات المعقدة مع المواد الكيميائية الأخرى المستنفدة للأوزون، من المفهوم أنها تؤدي إلى تدهور طبقة الأوزون عند ارتفاعات الستراتوسفير التي تحلق بها. تمت الإشارة إلى أن الطائرات الأخرى التي تحلق على ارتفاع منخفض تنتج الأوزون أثناء رحلاتها في طبقة التروبوسفير، لكن العبور الرأسي للغازات بين الطبقات مقيد. يعني الأسطول الصغير أن التدهور الكلي لطبقة الأوزون الناجم عن كونكورد كان ضئيلًا. في عام 1995، حذر ديفيد فاهي، من الإدارة الوطنية للمحيطات والغلاف الجوي في الولايات المتحدة، من أن أسطولًا مكونًا من 500 طائرة أسرع من الصوت مع عوادم تشبه كونكورد قد ينتج عنه انخفاض بنسبة 2 في المائة في مستويات الأوزون العالمية، أعلى بكثير مما كان يعتقد سابقًا. من المقدر أن يؤدي كل انخفاض بنسبة 1 في المائة في الأوزون إلى زيادة الإصابة بسرطان الجلد غير الميلانيني في جميع أنحاء العالم بنسبة 2 في المائة. وقال الدكتور فاهي إنه إذا تم إنتاج هذه الجسيمات بواسطة الكبريت شديد التأكسد في الوقود، كما يعتقد، فإن إزالة الكبريت في الوقود سيقلل من تأثير النقل الأسرع من الصوت المدمر للأوزون.
عززت قفزة كونكورد التقنية إلى الأمام فهم الجمهور للصراعات بين التكنولوجيا والبيئة بالإضافة إلى الوعي بعمليات تحليل القرار المعقدة التي تحيط بمثل هذه النزاعات. في فرنسا، ربما لم يتحقق استخدام السياج الصوتي جنبًا إلى جنب مع مسارات القطارات الفائقة السرعة (TGV) دون جدل سبعينيات القرن الماضي حول ضوضاء الطائرات. في المملكة المتحدة، أصدر المركز خرائط الهدوء منذ عام 1990.

### التصور العام

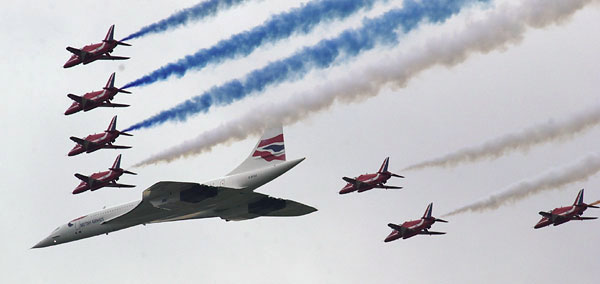
رحلة استعراضية في اليوبيل الذهبي للملكة، يونيو 2002

كان يُنظر إلى كونكورد عادةً على أنه امتياز للأثرياء، ولكن تم ترتيب رحلات دائرية خاصة أو باتجاه واحد (مع العودة برحلة أو سفينة أخرى) لجلب رحلة ضمن وسائل المتحمسين الأثرياء.
وعادة ما كان البريطانيون يشيرون إلى الطائرة باسم «كونكورد». في فرنسا كانت تُعرف باسم «le كونكورد» بسبب "le"، وهي المادة التعريفية، المستخدمة في قواعد اللغة الفرنسية لإدخال اسم سفينة أو طائرة، ويستخدم رأس المال لتمييز الاسم الصحيح من الاسم الشائع لنفس التهجئة. في الفرنسية، يعني الاسم الشائع كونكورد «اتفاق أو انسجام أو سلام». غالبًا ما يشير طيارو كونكورد والخطوط الجوية البريطانية في المنشورات الرسمية إلى كونكورد بصيغة المفرد والجمع بكلمة «هي» أو «هي».
كرمز للفخر الوطني، قام أحد الأمثلة من أسطول الخطوط الجوية البريطانية بعمل رحلات طيران عرضية في مناسبات ملكية مختارة وعروض جوية كبرى ومناسبات خاصة أخرى، وأحيانًا يتم تشكيلها مع السهام الحمراء. في اليوم الأخير من الخدمة التجارية، كان الاهتمام العام كبيرًا لدرجة أن المدرجات أقيمت في مطار هيثرو. حضر عدد كبير من الناس عمليات الإنزال النهائية؛ حصل الحدث على تغطية إعلامية واسعة النطاق.
في عام 2006، بعد 37 عامًا من أول رحلة تجريبية لها، تم الإعلان عن كونكورد الفائز في مسابقة التصميم البريطانية الكبرى التي نظمتها هيئة الإذاعة البريطانية ومتحف التصميم. تم الإدلاء بما مجموعه 212000 صوت مع فوز الكونكورد على أيقونات التصميم البريطانية الأخرى مثل ميني كوبر و «تنورة قصيرة» وجاغوار أي-تايب و (Tube map) والشبكة العنكبوتية العالمية (World Wide Web) وكبينة الهاتف الأحمر وسوبرمارين سبتفاير.

### المهمات الخاصة
طار رئيسا فرنسا والمملكة المتحدة في الكونكورد عدة مرات. استخدم الرؤساء جورج بومبيدو وفاليري جيسكار ديستان وفرانسوا ميتران كونكورد بشكل منتظم كطائرة تحمل العلم الفرنسي في الزيارات الخارجية. استقلت الملكة إليزابيث الثانية ورؤساء الوزراء إدوارد هيث وجيم كالاهان ومارغريت تاتشر وجون ميجور وتوني بلير طائرة كونكورد في بعض رحلات الطيران العارض مثل رحلات الملكة إلى باربادوس في اليوبيل الفضي لها في عام 1977 و 1987 وعام 2003 إلى الشرق الأوسط. عام 1984 وللولايات المتحدة عام 1991. طار البابا يوحنا بولس الثاني على الكونكورد في مايو 1989.
قامت الكونكورد أحيانًا برحلات خاصة للمظاهرات والعروض الجوية (مثل عروض معرض فارنبرة للطيران وباريس لو بورغيه وأير فنشر أوشكوش ومعرض ماكس الدولي للطيران) بالإضافة إلى المسيرات والاحتفالات (على سبيل المثال، الذكرى السنوية لمطار زيورخ في عام 1998). تم استخدام الطائرة أيضًا في رحلات تأجير خاصة (بما في ذلك من قبل رئيس زائير موبوتو سيسي سيكو في مناسبات متعددة)، لشركات الإعلان (بما في ذلك شركة OKI)، ومرحلات الشعلة الأولمبية (دورة الألعاب الأولمبية الشتوية لعام 1992 في ألبرتفيل) ولصالح مراقبة كسوف الشمس، بما في ذلك كسوف الشمس في 30 يونيو 1973  ومرة أخرى للكسوف الكلي للشمس في 11 أغسطس 1999.

### السجلات
كانت أسرع رحلة طيران عبر المحيط الأطلسي من نيويورك جون كينيدي إلى لندن هيثرو في 7 فبراير 1996 بواسطة الخطوط الجوية البريطانية (G-BOAD) في ساعتين و 52 دقيقة و 59 ثانية من الإقلاع إلى الهبوط بمساعدة 175 ميل في الساعة (282 كم / ساعة) الرياح الخلفية. في 13 فبراير 1985، حلقت طائرة كونكورد مستأجرة من لندن هيثرو إلى سيدني - على الجانب الآخر من العالم - في زمن 17 ساعة و 3 دقائق و 45 ثانية، بما في ذلك محطات التزود بالوقود.
كما سجلت كونكورد أرقامًا قياسية أخرى، بما في ذلك سجلات الاتحاد الدولي للرياضات الهوائية (FAI) الرسمية ("Westbound Around the World") و ("Eastbound Around the World") العالمية لسرعة الهواء. في 12-13 أكتوبر 1992، احتفالًا بالذكرى السنوية الـ 500 لوصول كولومبوس الأول في العالم الجديد، استأجرت شركة كونكورد سبيريت تورز (الولايات المتحدة) كونكورد الخطوط الفرنسية (F-BTSD) وطافت حول العالم في 32 ساعة و 49 دقيقة و 3 ثوانٍ، من لشبونة، البرتغال، بما في ذلك ست محطات للتزود بالوقود في سانتو دومينغو وأكابولكو وهونولولو وغوام وبانكوك والبحرين.
تم تسجيل الرقم القياسي المتجه شرقا من قبل نفس شركة الخطوط الفرنسية كونكورد (F-BTSD) بموجب ميثاق كونكورد سبيريت تورز في الولايات المتحدة في 15-16 أغسطس 1995. طافت هذه الرحلة الترويجية حول العالم من مطار نيويورك / جون كنيدي الدولي في 31 ساعة و 27 دقيقة و 49 ثانية، بما في ذلك ست محطات للتزود بالوقود في تولوز ودبي وبانكوك وقاعدة سلاج الجو أندرسن في غوام وهونولولو وأكابولكو. بحلول الذكرى الثلاثين لرحلتها في 2 مارس 1999، سجلت كونكورد 920.000 ساعة طيران، مع أكثر من 600.000 أسرع من الصوت، أكثر بكثير من جميع الطائرات الأسرع من الصوت الأخرى في العالم الغربي مجتمعة.
في طريقها إلى متحف الطيران في نوفمبر 2003، حددت (G-BOAG) رقمًا قياسيًا في السرعة من مدينة نيويورك إلى سياتل يبلغ 3 ساعات و 55 دقيقة و 12 ثانية. نظرًا للقيود المفروضة على التحليقات فوق الصوتية داخل الولايات المتحدة، فقد مُنحت الرحلة الإذن من السلطات الكندية لغالبية الرحلة ليتم تحليقها بشكل أسرع من الصوت فوق الأراضي الكندية ذات الكثافة السكانية المنخفضة.

## تحديد
البيانات من The Wall Street Journal, The Concorde Story, The International Directory of Civil Aircraft,

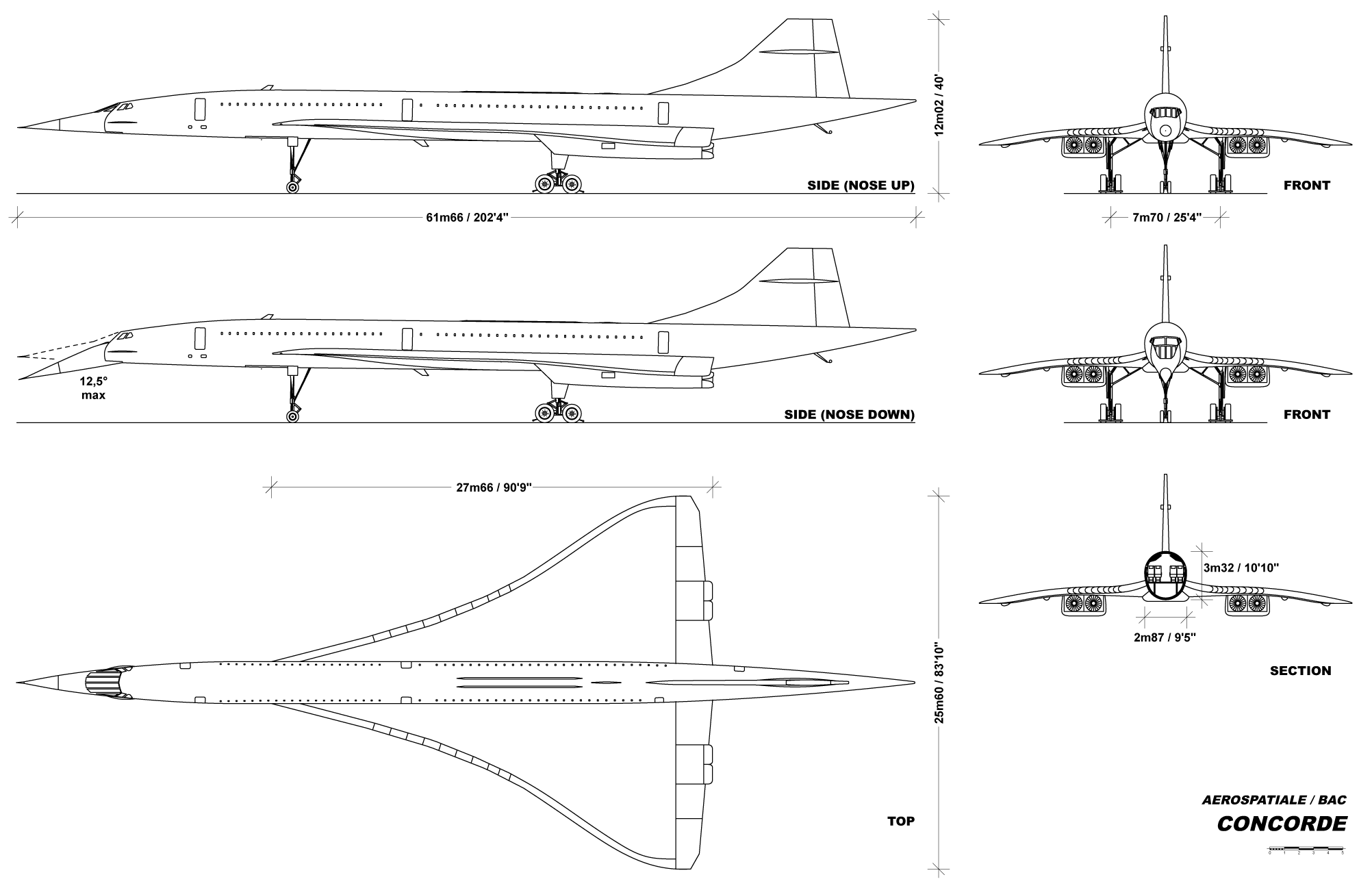
رسومات خطية أخرى للكونكورد

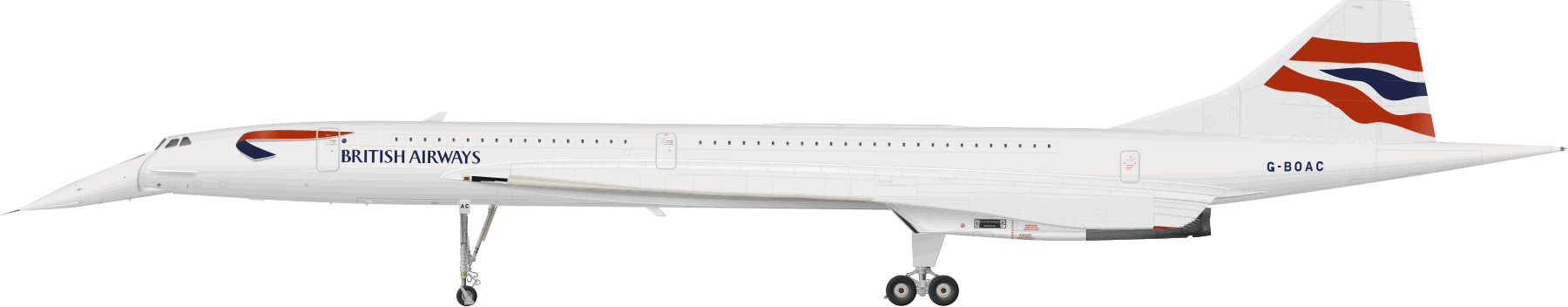
كونكورد G-BOAC

Aérospatiale/BAC Concorde 1969 onwards (all models)
الخصائص العامة
- طاقم: 3 (2 pilots and 1 مهندس طيران)
- سعة: 92–120 passengers 
(128 in high-density layout)[N 5]
- طول: 202 قدم 4 بوصة (61.66 م)
- باع الجناح: 84 قدم 0 بوصة (25.6 م)
- ارتفاع: 40 قدم 0 بوصة (12.2 م)
- مساحة الجناح: 3,856.2 قدم2 (358.25 م2)
- الوزن فارغة: 173,504 رطل (78,700 كـغ)
- الوزن الإجمالي: 245,000 رطل (111,130 كـغ)
- وزن الإقلاع الأقصى: 408,010 رطل (185,070 كـغ)
- سعة الوقود: 210,940 رطل (95,680 كـغ)
- Fuselage internal length: 129 قدم 0 بوصة (39.32 م)
- Fuselage width: maximum of 9 قدم 5 بوصة (2.87 م) external, 8 قدم 7 بوصة (2.62 م) internal
- Fuselage height: maximum of 10 قدم 10 بوصة (3.30 م) external, 6 قدم 5 بوصة (1.96 م) internal
- Maximum taxiing weight: 412,000 رطل (187,000 كـغ)
- محركات: 4 × أوليمبوس 593[الإنجليزية] Mk 610 محرك نفاث عنفيs with حارق لاحق, 31,000 رطلق (140 كـن) thrust الواحد dry, 38,050 رطلق (169.3 كـن) with afterburner dry, [convert: needs a number] with afterburner

أداء
- السرعة القصوى: 1,354 ميل/س؛ 1,177 عقدة (2,179 كم/س)
- السرعة القصوى: Mach 2.04 (temperature limited)
- سرعة العبور: 1,341 ميل/س؛ 1,165 عقدة (2,158 كم/س)
- مدى: 4,488 ميل؛ 3,900 nmi (7,222.8 كـم)
- سقف الخدمة: 60,039 قدم (18,300 م)
- معدل الصعود: 3,300–4,900 قدم/د (17–25 م/ث) at sea level[312][313]
- Lift-to-drag: Low speed– 3.94; Approach– 4.35; 250 kn, 10,000 ft– 9.27; Mach 0.94– 11.47, Mach 2.04– 7.14
- استهلاك الوقود: 47 رطل/ميل (13.2 كجم/كم)
- الدفع/الوزن: 0.373
- Maximum nose tip temperature: 127 °م (260 °ف؛ 400 ك)
- مدرج هبوط requirement (with maximum load): 3,600 م (11,800 قدم)[314]

إلكترونيات الطيران

- أوليمبوس 593  [لغات أخرى]‏
- Fly by wire flight controls
- Analogue electronic engine controls
- Triple نظام ملاحة قصوريs, one per flight crew
- Dual نظام المدى متعدد الاتجاهات عالي التردد instruments
- Dual automatic direction finder instruments
- Dual جهاز قياس المسافة instruments
- Dual نظام هبوط الأجهزةs
- Automatic flight control system with dual طيار آليs, خانق تلقائيs, and flight directors: full autoland capability with visibility limits 250 م (820 قدم) horizontally, 15 قدم (4.6 م) decision height
- Ekco E390/564 weather radar
- Radio altimeters
- طاقم: 3 (2 طيار و 1 مهندس طيران)
- سعة: 92–120 راكب

(128 في تخطيط عالي الكثافة)
- طول: 202 قدم 4 بوصة (61.66 م)
- باع الجناح: 84 قدم 0 بوصة (25.6 م)
- ارتفاع: 40 قدم 0 بوصة (12.2 م)
- مساحة الجناح: 3,856.2 sq قدم (358.25 م2)
- الوزن الفارغ: 173,504 رطل (78,700 كغم)
- الوزن الإجمالي: 245,000 رطل (111,130 كغم)
- الوزن الأقصى للإقلاع: 408,010 رطل (185,070 كغم)
- سعة الوقود: 210,940 رطل (95,680 كغم)
- Fuselage internal length: 129 قدم 0 بوصة (39.32 م)
- Fuselage width: أقصى من 9 قدم 5 بوصة (2.87 م) خارجي، 8 قدم 7 بوصة (2.62 م) internal
- Fuselage height: أقصى of 10 قدم 10 بوصة (3.30 م) خارجي، 6 قدم 5 بوصة (1.96 م) internal
- Maximum taxiing weight: 412,000 رطل (187,000 كغم)
- Powerplant: 4 × رولز-رويس/سنيكما أوليمبوس 593  [لغات أخرى]‏ Mk 610 توربوجت with حارق لاحق، 31,000 lbf (140 kN) thrust each dry, 38,050 lbf (169.3 kN) with afterburner

أداء
- السرعة القصوى: 1,354 ميل/س (2,179 كم/س، 1,177 kn)
- السرعة القصوى: ماخ 2.04 (temperature limited)
- Cruise speed: 1,341 ميل/س (2,158 كم/س، 1,165 kn)
- مدى: 4,488.0 mi (7,222.8 كم، 3,900.0 ميل بحري)
- Service ceiling: 60,000 قدم (18,300 m)
- Rate of climb: 3,300–4,900 قدم/min (17–25 م/ث) at sea level[315][316]
- Lift-to-drag: Low speed– 3.94; Approach– 4.35; 250 kn, 10,000 قدم– 9.27; ماخ 0.94– 11.47, ماخ 2.04– 7.14
- استهلاك الوقود: 47 رطل/mi (13.2 كغم/كم)
- Thrust/weight: 0.373
- Maximum nose tip temperature: 127 °C (260 °F; 400 K)
- مدرج هبوط requirement (with أقصى load): 3,600 m (11,800 قدم)[317]

Avionics
- أوليمبوس 593  [لغات أخرى]‏
- Fly by wire flight controls
- Analogue electronic engine controls
- Triple inertial navigation units, one per flight crew
- Dual نظام المدى متعدد الاتجاهات عالي التردد instruments
- Dual automatic direction finder instruments
- Dual جهاز قياس المسافة instruments
- Dual instrument landing systems
- Automatic flight control system with dual autopilots، autothrottles, and flight directors: full autoland capability with visibility limits 250 m (820 قدم) horizontally, 15 قدم (4.6 m) decision height
- Ekco E390/564 weather radar
- Radio altimeters

### ملحوظات
1. ↑  In particular, R. T. Jones' work at NACA demonstrated this in depth.
2. ↑  Consider especially the إنجلش إلكتريك لايتنينغ, whose wing can be considered either a highly swept rectangle, or a delta with a notch cut out of the root.
3. ↑  Or, more rarely, "bent" back into position. Examples include the دوغلاس دي سي-3 and مسرشميت مي 262.
4. ↑  This apparently took place some time in 1957, according to Conway's unclear statement about "the following year" which apparently references the first STAC meeting in late 1956.
5. ↑  BA and Air France Concordes originally had 100 seats. Due to weight considerations Air France removed 8 seats after the safety modifications of CY2000–2001.
6. ↑  BA and Air France Concordes originally had 100 seats. Due to weight considerations Air France removed 8 seats after the safety modifications of CY2000–2001.

## اقرأ أيضا
- بووم أوفرتشر
- النقل الأسرع من الصوت الهادئ إس أيه أي

### فهرس
- Armbruster، Michel (يناير–فبراير 2005). "How to Avoid Uncontrolled Droop". Air Enthusiast. ع. 115. ص. 75. ISSN:0143-5450.
- Conway، Eric (2005). High-Speed Dreams: NASA and the Technopolitics of Supersonic Transportation, 1945–1999. JHU Press. ISBN:978-0-8018-8067-4.
- Beniada، Frederic (2006). Concorde. Minneapolis, Minnesota: Zenith Press. ISBN:978-0-7603-2703-6.
- Calvert، Brian (2002). Flying Concorde: The Full Story. London: Crowood Press. ISBN:978-1-84037-352-3. مؤرشف من الأصل في 2022-03-09.
- Deregel، Xavier؛ Lemaire، Jean-Philippe (2009). Concorde Passion. New York: LBM, 2009. ISBN:978-2-915347-73-9.
- Endres، Günter (2001). Concorde. St Paul, Minnesota: MBI Publishing Company. ISBN:978-0-7603-1195-0. مؤرشف من الأصل في 2022-04-21.
- Ferrar، Henry، المحرر (1980). The Concise Oxford French-English Dictionary. New York: Oxford University Press. ISBN:978-0-19-864157-5.
- Frawley، Gerald (2003). The International Directory of Civil Aircraft, 2003/2004. Aerospace Publications. ISBN:978-1-875671-58-8. مؤرشف من الأصل في 2022-03-16.
- Gordon، Yefim؛ Rigmant.، Vladimir (2005). Tupolev Tu-144. Hinckley, Leicestershire, UK: Midland. ISBN:978-1-85780-216-0..
- Gunn، John (2010). Crowded Skies. Turnkey Productions. ISBN:978-0-646-54973-6.
- Kelly، Neil (2005). The Concorde Story: 34 Years of Supersonic Air Travel. Surrey, UK: Merchant Book Company Ltd. ISBN:978-1-904779-05-6.
- Knight، Geoffrey (1976). Concorde: The Inside Story. London: Weidenfeld and Nicolson. ISBN:978-0-297-77114-2.
- Lewis، Rob؛ Lewis، Edwin (2004). Supersonic Secrets: The Unauthorised Biography of Concorde. London: Exposé. ISBN:978-0-9546617-0-0.
- McIntyre، Ian (1992). Dogfight: The Transatlantic Battle over Airbus. Westport, Connecticut: Praeger Publishers. ISBN:978-0-275-94278-6. مؤرشف من الأصل في 2022-03-09.
- Nunn، John Francis (1993). Nunn's Applied Respiratory Physiology. Burlington, Maryland: Butterworth-Heineman. ISBN:978-0-7506-1336-1. مؤرشف من الأصل في 2022-03-12.
- Olivier، Jean-Marc (2018). 1969 First Flight of the Concorde. Editions midi-pyrénéennes. ص. 11. ISBN:979-1-09-349833-1. OCLC:1066694697. مؤرشف من الأصل في 2022-06-20.
- Owen، Kenneth (2001). Concorde: Story of a Supersonic Pioneer. London: Science Museum. ISBN:978-1-900747-42-4.
- Orlebar، Christopher (2004). The Concorde Story. Oxford, UK: Osprey Publishing. ISBN:978-1-85532-667-5.
- Ross، Douglas (مارس 1978). The Concorde Compromise: The Politics of Decision-making. Bulletin of the Atomic Scientists.
- Schrader، Richard K (1989). Concorde: The Full Story of the Anglo-French SST. Kent, UK: Pictorial Histories Pub. Co. ISBN:978-0-929521-16-9.
- Taylor، John W. R. (1965). Jane's All the World's Aircraft 1965–66. Marston.
- Talbot، Ted (2013)، Concorde A Designer's Life The Journey To Mach 2، The History Press، ISBN:978-0-7524-8928-5
- Towey، المحرر (2007). Jet Airliners of the World 1949–2007. Tunbridge Wells, Kent, UK: Air-Britain (Historians) Ltd. ISBN:978-0-85130-348-2.
- Winchester، Jim (2005a). The World's Worst Aircraft: From Pioneering Failures to Multimillion Dollar Disasters. London: Amber Books Ltd. ISBN:978-1-904687-34-4.
- Winchester، Jim (2005b). X-Planes and Prototypes: From Nazi Secret Weapons to the Warplanes of the Future. Amber Books Ltd. ISBN:978-1-84013-815-3. مؤرشف من الأصل في 2022-03-12.

## روابط خارجية

### ميراث
- صفحة كونكورد الخطوط الجوية البريطانية
- كونكورد BAC في موقع BAE Systems
- متحف التصميم (المملكة المتحدة) صفحة الكونكورد
- موقع مجموعة الحفاظ على التراث الكونكورد

### مقالات
- Donald Fink (10 مارس 1969). "Concorde Enters Flight Test Phase" (PDF). أسبوع الطيران وتقنية الفضاء. مؤرشف من الأصل (PDF) في 2015-03-16.
- "First Concorde Supersonic Transport Flies" (PDF). أسبوع الطيران وتقنية الفضاء. 17 مارس 1969. مؤرشف من الأصل (PDF) في 2015-03-16.
- Capt R. E. Gillman (24 يناير 1976). "Concorde as viewed from the flightdeck". Flight International. مؤرشف من الأصل في 2022-08-14.
- Dave North (20 أكتوبر 2003). "End of an Era". أسبوع الطيران وتقنية الفضاء. مؤرشف من الأصل في 2022-08-14.
- "The day Concorde flew into the history books". Airbus. 2 مارس 2019. مؤرشف من الأصل في 2023-02-05.

### أشرطة فيديو
- " فيديو: بدء التشغيل ". Movietone البريطانية / أسوشيتد برس. 14 ديسمبر 1967، نُشر على الإنترنت في 21 يوليو 2015.
- واضاف ان " هذه الطائرة يمكن ان تعبر المحيط الاطلسي في 3.5 ساعة. لماذا فشلت؟. " فوكس ميديا. 19 يوليو 2016.